# Polte-Werke
Die Polte Armaturen- und Maschinenfabrik OHG in Magdeburg war in der ersten Hälfte des 20. Jahrhunderts ein bedeutender Hersteller von Großarmaturen sowie einer der größten Munitionsproduzenten der Welt. Der Konzern war einer der wichtigsten Arbeitgeber Magdeburgs, Vorreiter bei der Errichtung sanitärer und sozialer Einrichtungen für Angestellte und Arbeiter und international für die ingenieurtechnische Qualität seiner Erzeugnisse geschätzt. Nach dem Zweiten Weltkrieg wurde er vor allem wegen der massenhaften Beschäftigung von Zwangsarbeitern und KZ-Häftlingen (ab Juni 1943 bis zum Kriegsende) bekannt. Die während des Krieges nicht zerstörten oder von der sowjetischen Besatzungsmacht als Reparationen abtransportierten Teile der Polte-Werke gingen später im VEB Schwerarmaturenwerk „Erich Weinert“ bzw. dem daraus entstehenden VEB Magdeburger Armaturenwerke „Karl Marx“ auf.

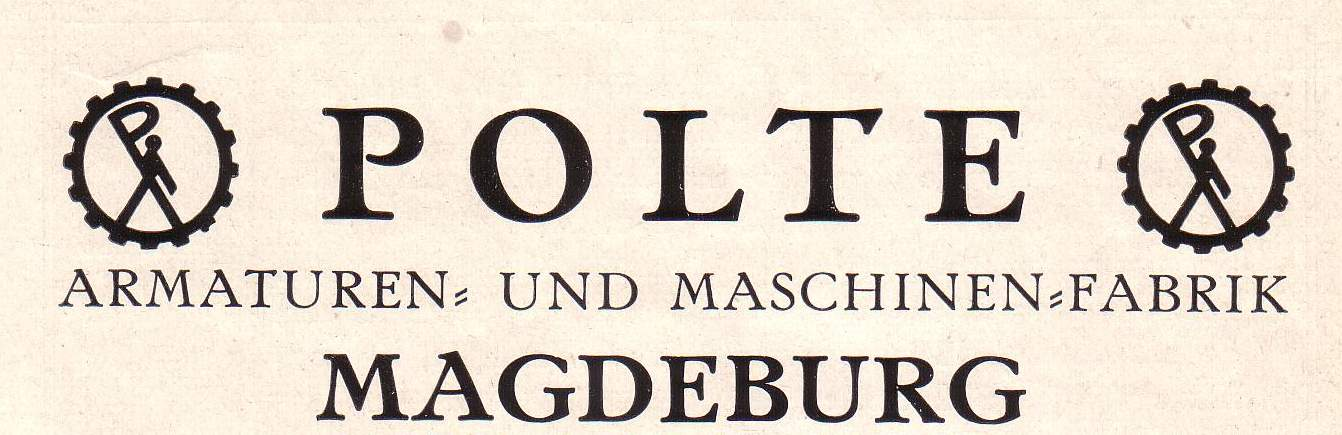
Logo der Polte-Werke

## Geschichtlicher Überblick

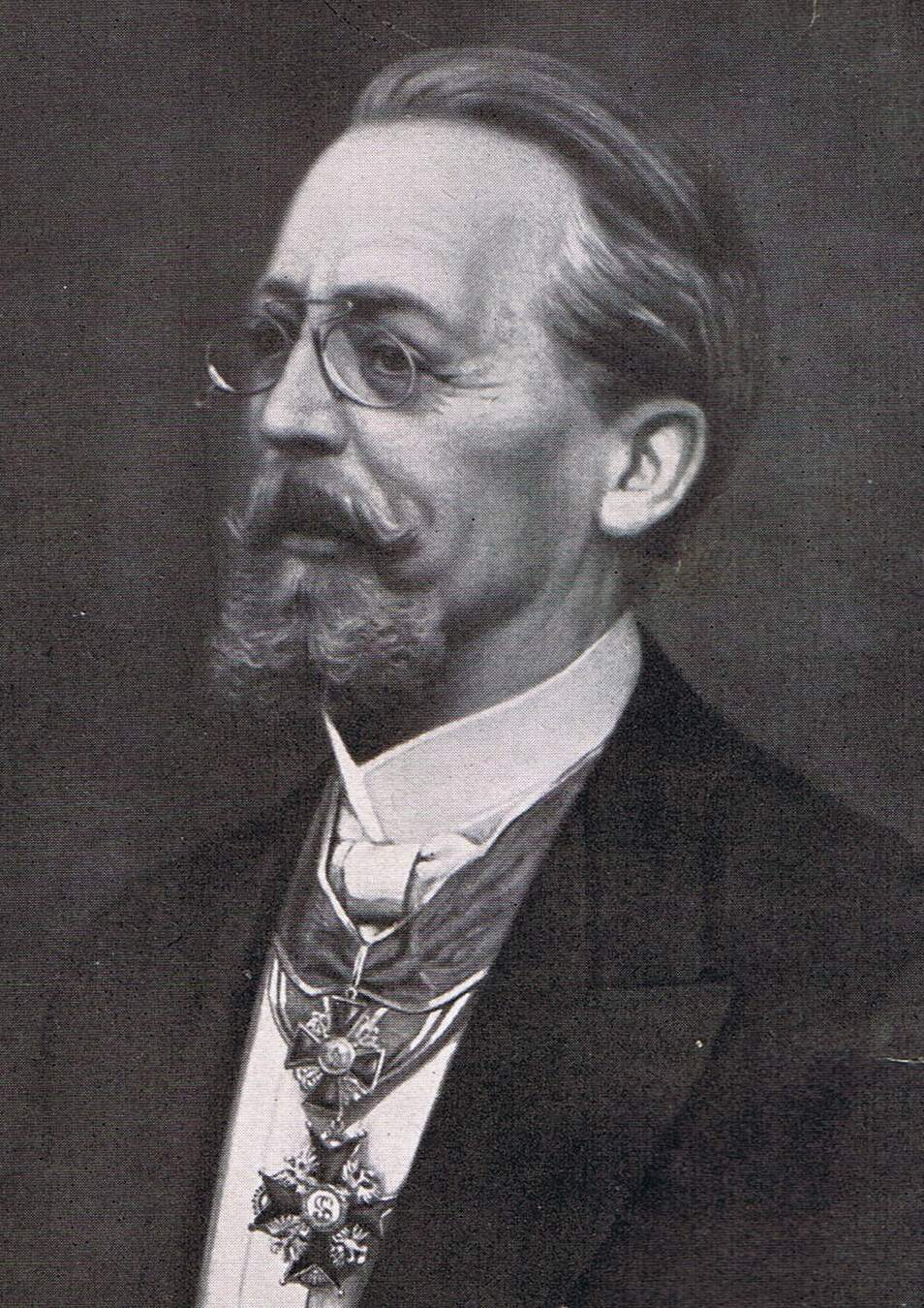
Porträt des 1911 verstorbenen deutschen Industriellen und Rüstungsproduzenten Kommerzienrat Eugen Polte, Foto aus dem Jubiläumskatalog der Polte-Werke von 1935

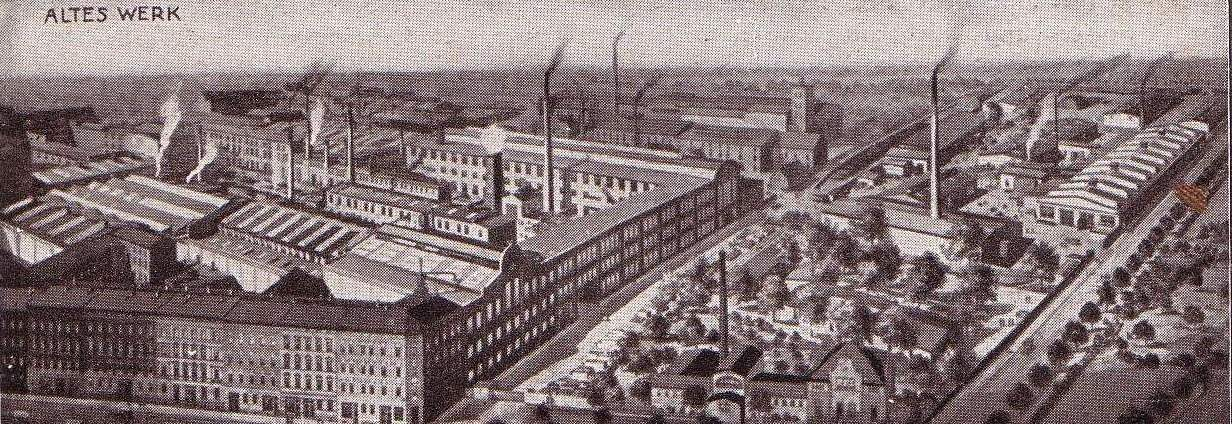
Ansicht des Alten Werks in der Halberstädter Straße in Magdeburg

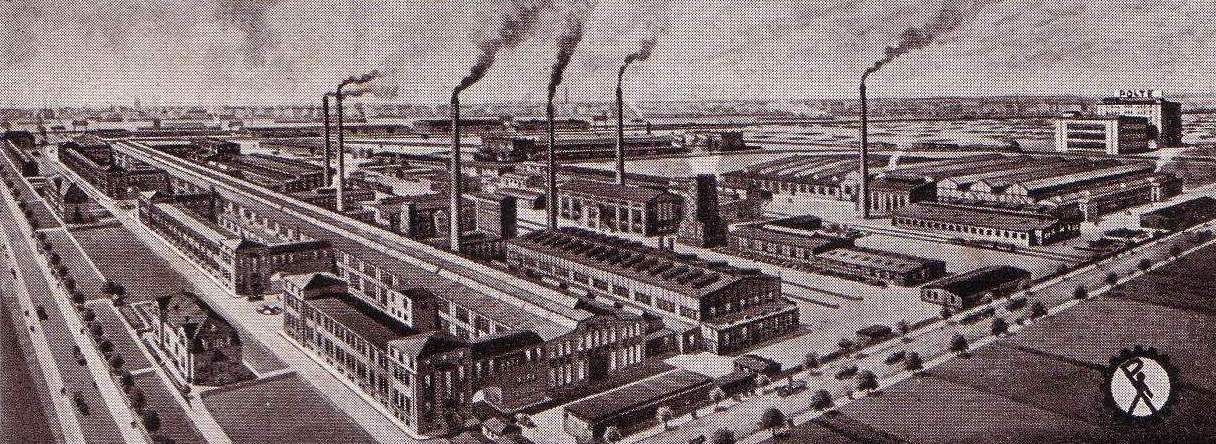
Ansicht des neuen Werks II in der damaligen Poltestraße (Liebknechtstraße) in Magdeburg

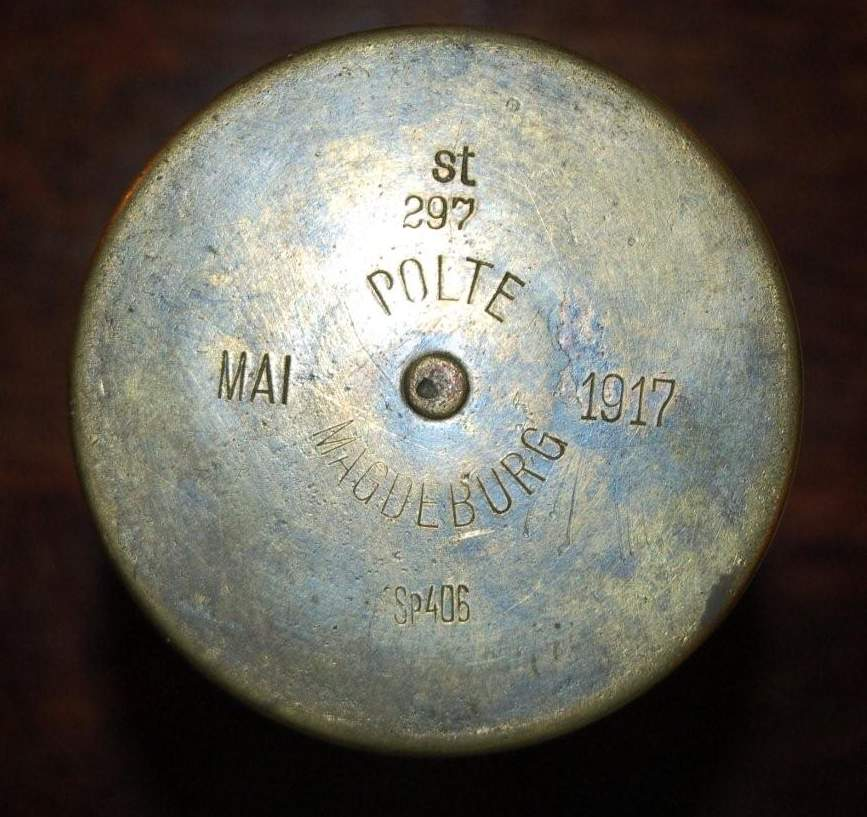
Bodenstempel (Punzierung) einer 7,7-cm-Geschosshülse, vermutlich für Feldkanone, Produktionsjahr 1917

Gegründet 1873 als Metallgießerei und Armaturenfabrik unter der Firma Jürgens & Co. wurde das Unternehmen 1885 von Eugen Polte übernommen und 1887 als Armaturenfabrik Polte ins Handelsregister eingetragen. Unter dem Namen Polte firmierte die Gesellschaft (hier im Weiteren Polte-Werke genannt) von 1885 bis 1945. Während dieses 60-jährigen Zeitraumes blieb die Firma ein Familienunternehmen und war eigentümergeführt. Ab 1917 bestand sie in der Rechtsform einer oHG.
In zeitgenössischen Katalogen, Preislisten und Angeboten trat die Firma wahlweise unter Namen wie Polte Metallwarenfabrik, Polte Armaturen- und Maschinenfabrik, Polte Werkzeugmaschinen, Polte Aluminiumfabrik, Polte Armaturen- und Wassermesserfabriken, Polte Patronen-, Munitionsmaschinen- und Armaturenfabrik, Polte Armaturen- und Patronenfabrik oder Polte Munitionsfabrik – mit oder ohne den Zusatz Magdeburg – auf. Bereits seit 1913 gehörte die C. Louis Strube AG aus Magdeburg zu den Polte-Werken. Ab 1931 wurden rund ein Dutzend weiterer Produktionsstätten außerhalb Magdeburgs, vorwiegend im damaligen Mitteldeutschland, als Zweigstellen oder Tochterunternehmen übernommen, errichtet oder gepachtet und betrieben.

### Gründung 1885
Das Unternehmen ging auf eine Gründung des Magdeburger Metallwarenunternehmers Heinrich Jürgens zurück, der 1873 in Magdeburg eine Armaturenfabrik mit Eisengießerei im Magdeburger Stadtteil Sudenburg gründete. Mit einem Handelsregister-Eintrag vom 2. Mai 1885 wurde Eugen Polte als neuer Eigentümer ab 1. April 1885 bestätigt.
Bei der Übernahme des Betriebes waren 23 Personen beschäftigt. Zunächst wurde die Produktion von Armaturen für Gas- und Wasserleitungen sowie für Dampfkessel mit dem übernommenen Maschinenbestand weitergeführt. Schnell konnte das Unternehmen mittels neu entwickelter Herstellungsverfahren seine Produktpalette ausweiten. Bereits nach kurzer Zeit wurde Polte zu einem bedeutenden Lieferanten von Ausstattung im Feuerlöschwesen (Schlauchkupplungen, Saugkörbe, Stand- und Strahlrohre).
Neuentwickelte Maschinen zur Herstellung von Metallkörpern nach dem Zieh- und Walzverfahren wurden in eigenen Werkstätten gebaut und folgend in der Produktion eingesetzt. So konnte Polte auch Aufträge für Groß- und Schwerarmaturen sowie für Hochdruckarmaturen für den Einsatz auf Bohranlagen und Ölfeldern ausführen. Ebenso wurde die Produktion von Aluminium-Kochgeschirren und -Haushaltsgegenständen aufgenommen.
Der Versuch, auch noch in die homogene Verbleiung von Apparaten für die chemische Industrie einzusteigen, misslang. 1887 – zwei Jahre nach der Firmenübernahme – wurden 70 Personen beschäftigt. Im Jahr 1890 arbeiteten bereits 700 Arbeiter und Angestellte in den Betrieben.

#### Munitionsproduzent
1889 erhielt die Firma vom preußischen Kriegsministerium einen ersten großen Auftrag für die Herstellung von 40 Millionen Patronenhülsen des Kalibers 7,92 × 57 mm für das damals neue Armeegewehr 88. Die zur Produktion angeschafften Werkzeugmaschinen aus dem Ausland erwiesen sich als untauglich zur Massenproduktion. Erst nach wesentlichen Konstruktionsänderungen konnte der Auftrag trotz kurzfristiger Liefertermine zur Zufriedenheit des Ministeriums ausgeführt werden. In der Folge wurde Polte zu einem der wichtigsten Lieferanten für Munitions- und Geschosshülsen der deutschen Armee. Zulieferer für die wichtigen Messingnäpfchen war die spätere Hirsch Kupfer- und Messingwerk AG in Finow, deren Eigentümer Gustav Hirsch mit Eugen Polte befreundet war.
Um auch die größeren Geschosshülsen automatisiert herstellen zu können, entwickelte Eugen Polte das dazu bislang gebräuchliche Ziehverfahren zu einem Kugelwalzverfahren weiter, bei dem rollende Kugeln die Umgestaltung der Messingröhren in einem Walzvorgang übernahmen. Neben einer Vereinfachung der Herstellung führte das neue Verfahren auch zu einer Festigkeitserhöhung der Hülsen. Polte entwickelte weitere, ergänzende Präzisionsmaschinen und war damit in der Lage, ganze Fertigungslinien zur automatisierten Herstellung von Geschosshülsen zu verkaufen.
1914 war die Zahl der Beschäftigten auf 4000 gestiegen und die Polte-Werke gehörten bereits zu den größten Munitionsproduzenten Europas. Neben den ursprünglichen Fabrikationsanlagen waren neue Gebäude entstanden. Beim Erwerb des Unternehmens umfasste das Fabrikgelände an der damaligen Halberstädter Straße in Magdeburg-Sudenburg 1.278 Quadratmeter (davon 640 Quadratmeter bebaut), 1910 waren es 23.539 Quadratmeter (davon 8.043 bebaut).

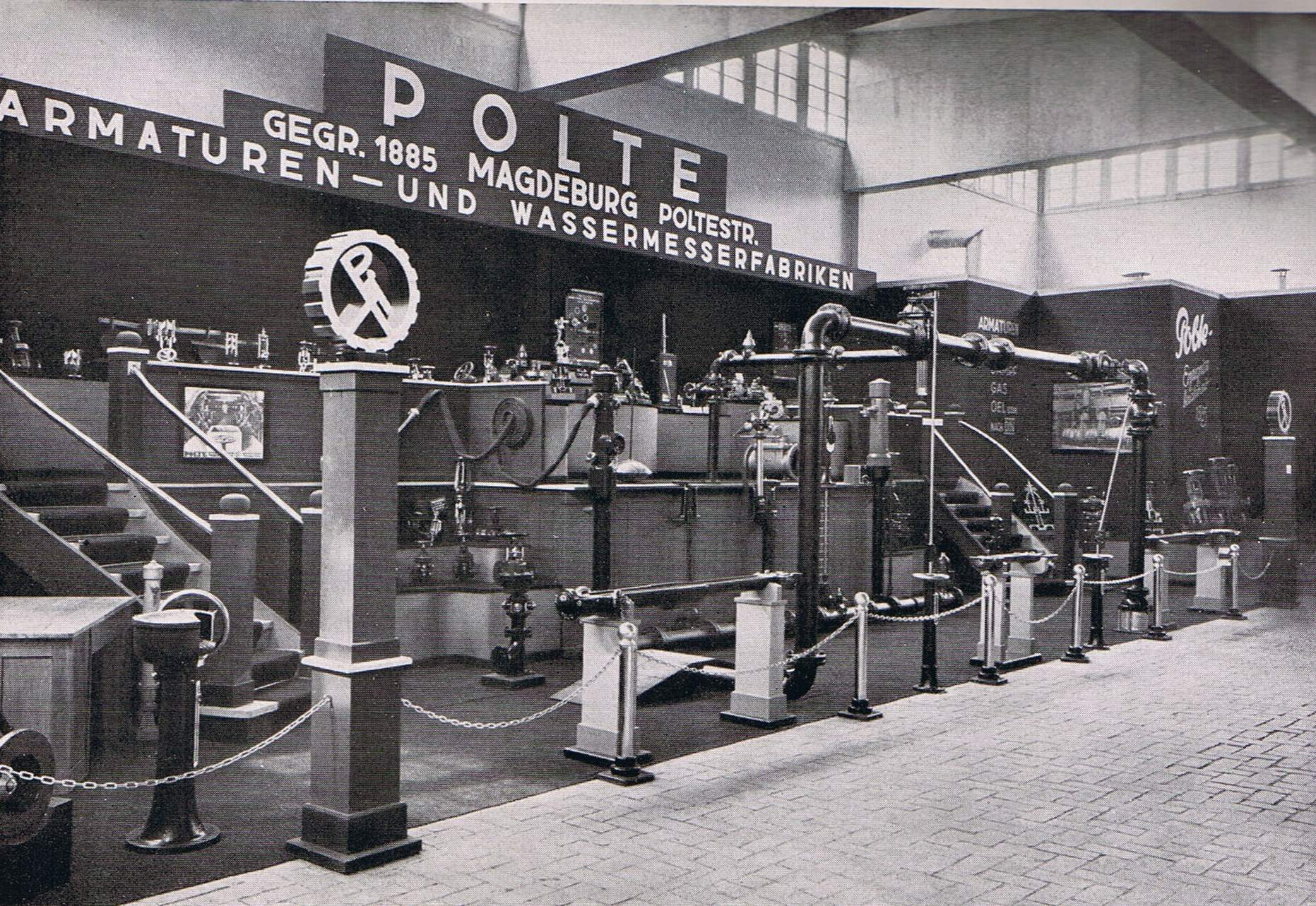
Stand der Polte-Werke auf der Braunen Messe in Magdeburg, 1934, aus: Polte Armaturen- und Maschinenfabrik, Katalog, Ausgabe 1935.

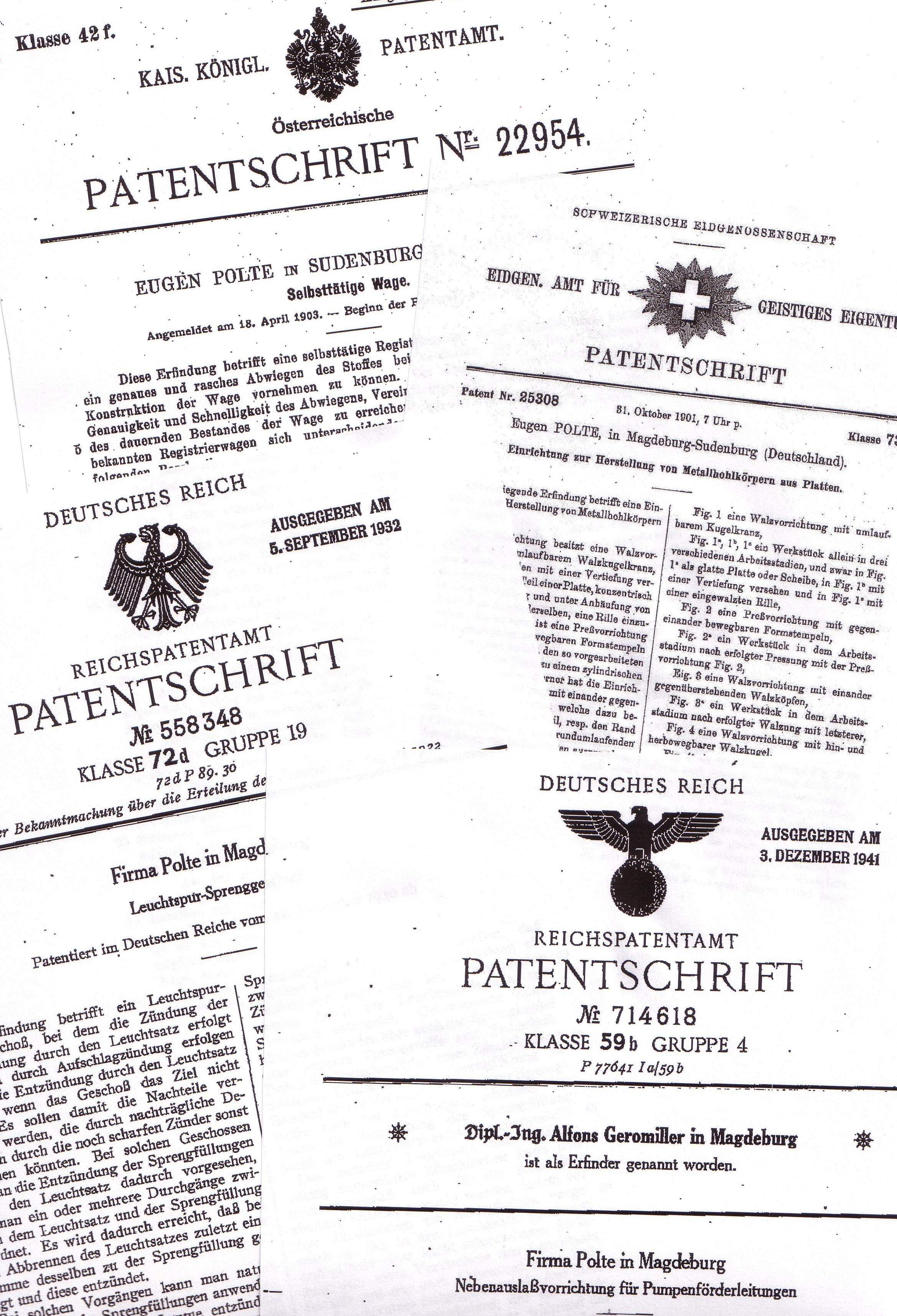
Patente für Polte-Entwicklungen des Deutschen Reichs, Österreichs und der Schweiz aus den Jahren 1901–1938

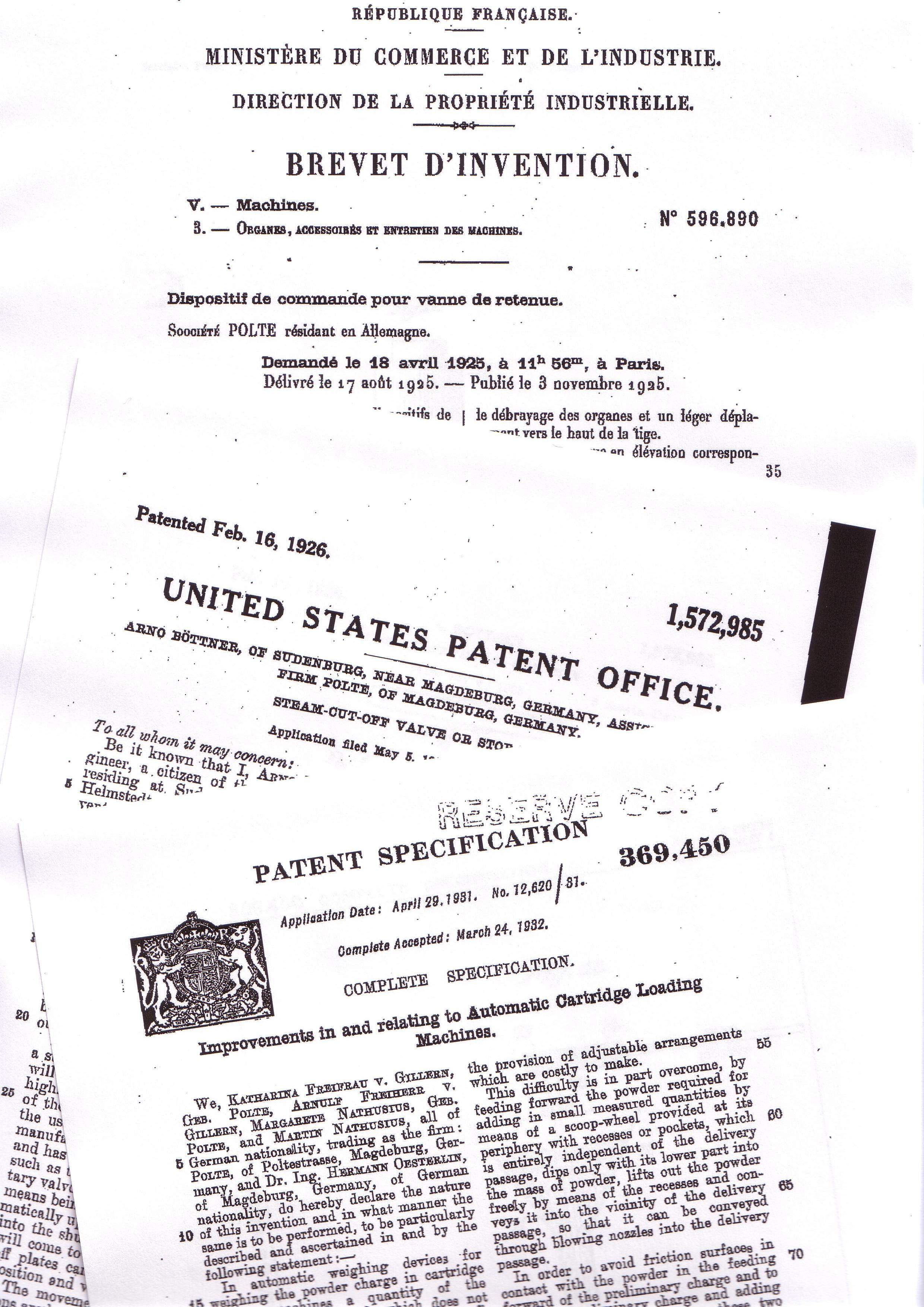
Internationale Patente für Polte-Erfindungen aus den Jahren 1925–1932

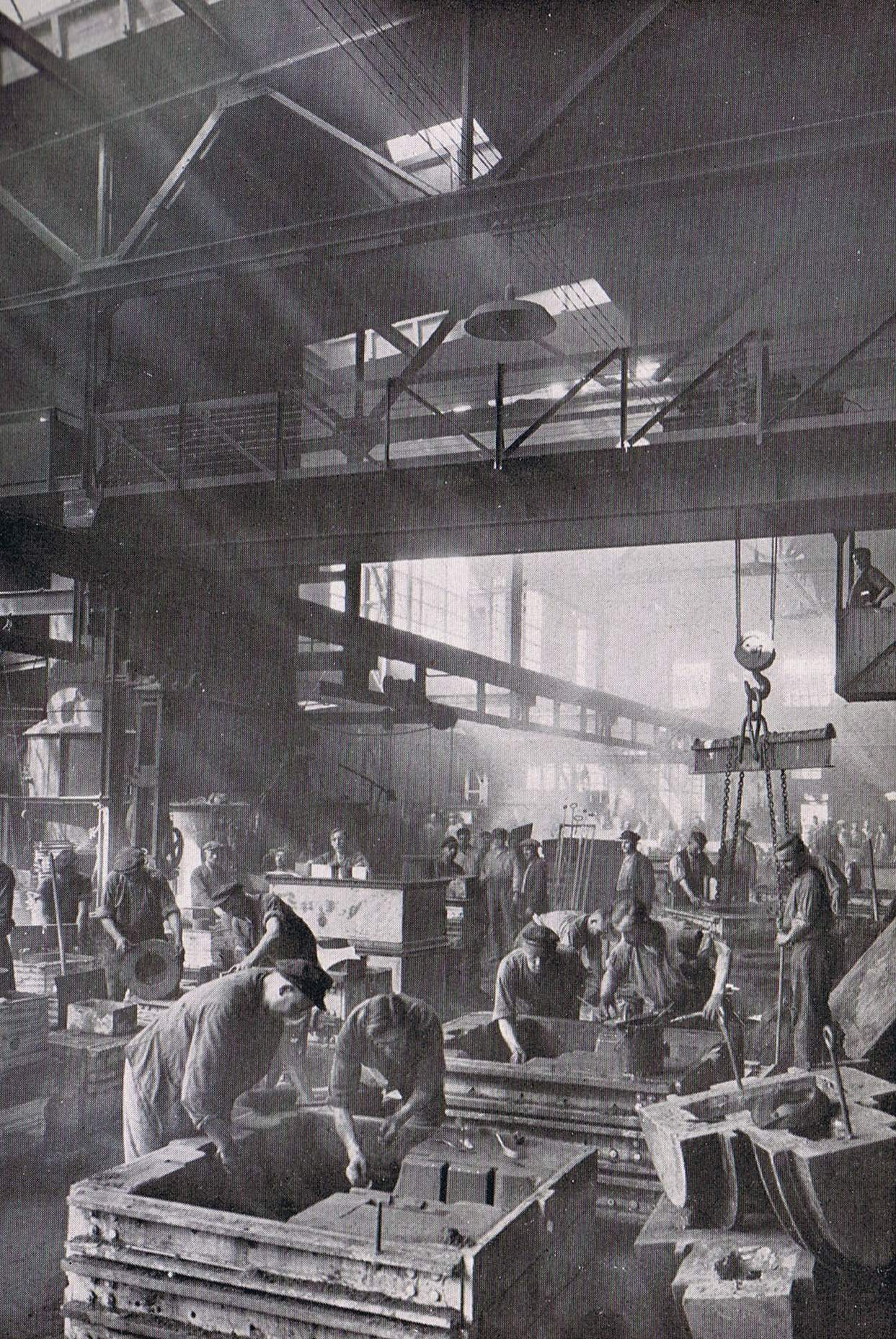
Eisengießerei und Großformerei, ca. 1935, aus: Polte Armaturen- und Maschinenfabrik, Katalog, Ausgabe 1935

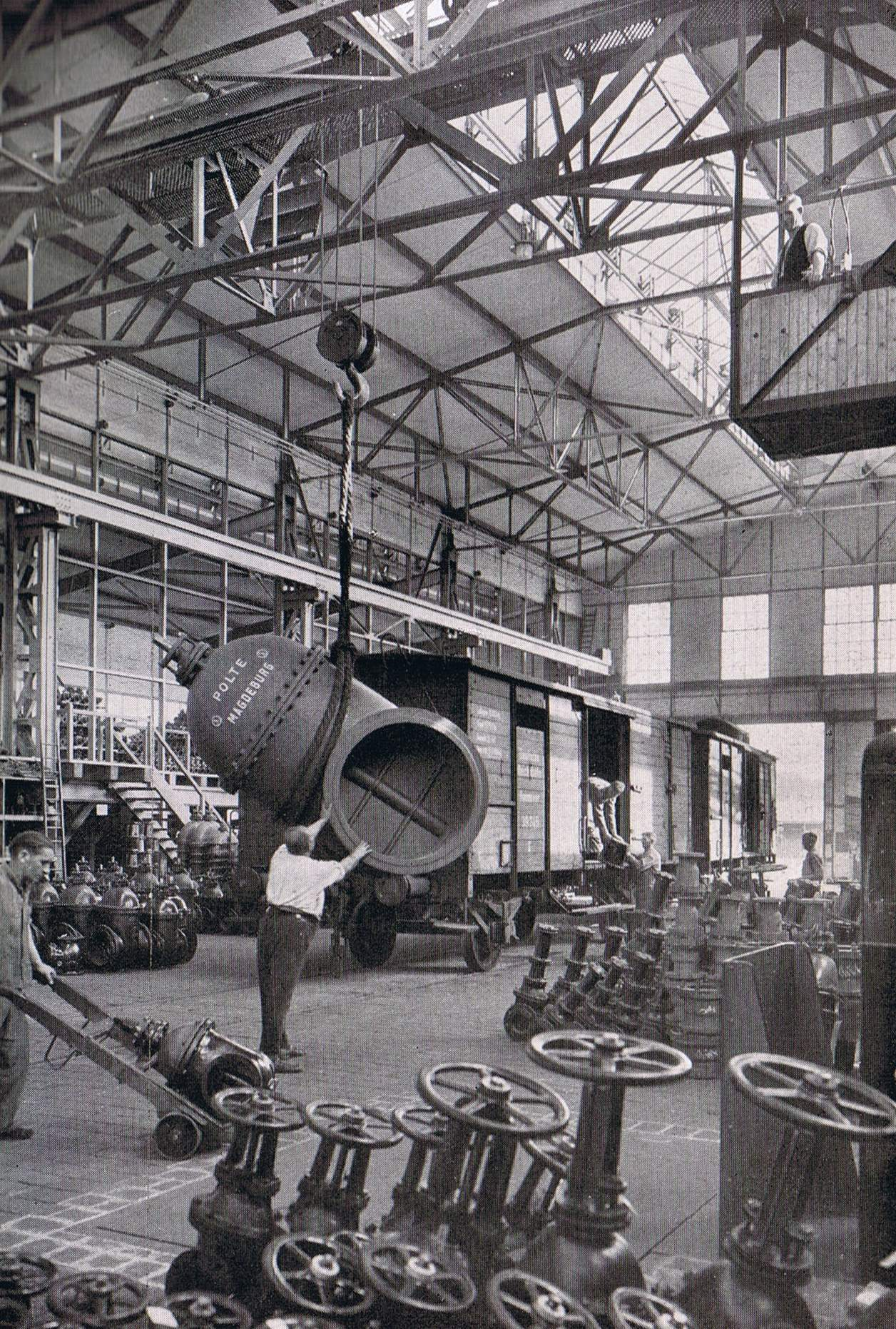
Versandhalle mit Gleisanschluss, ca. 1935, aus: Polte Armaturen- und Maschinenfabrik, Katalog, Ausgabe 1935

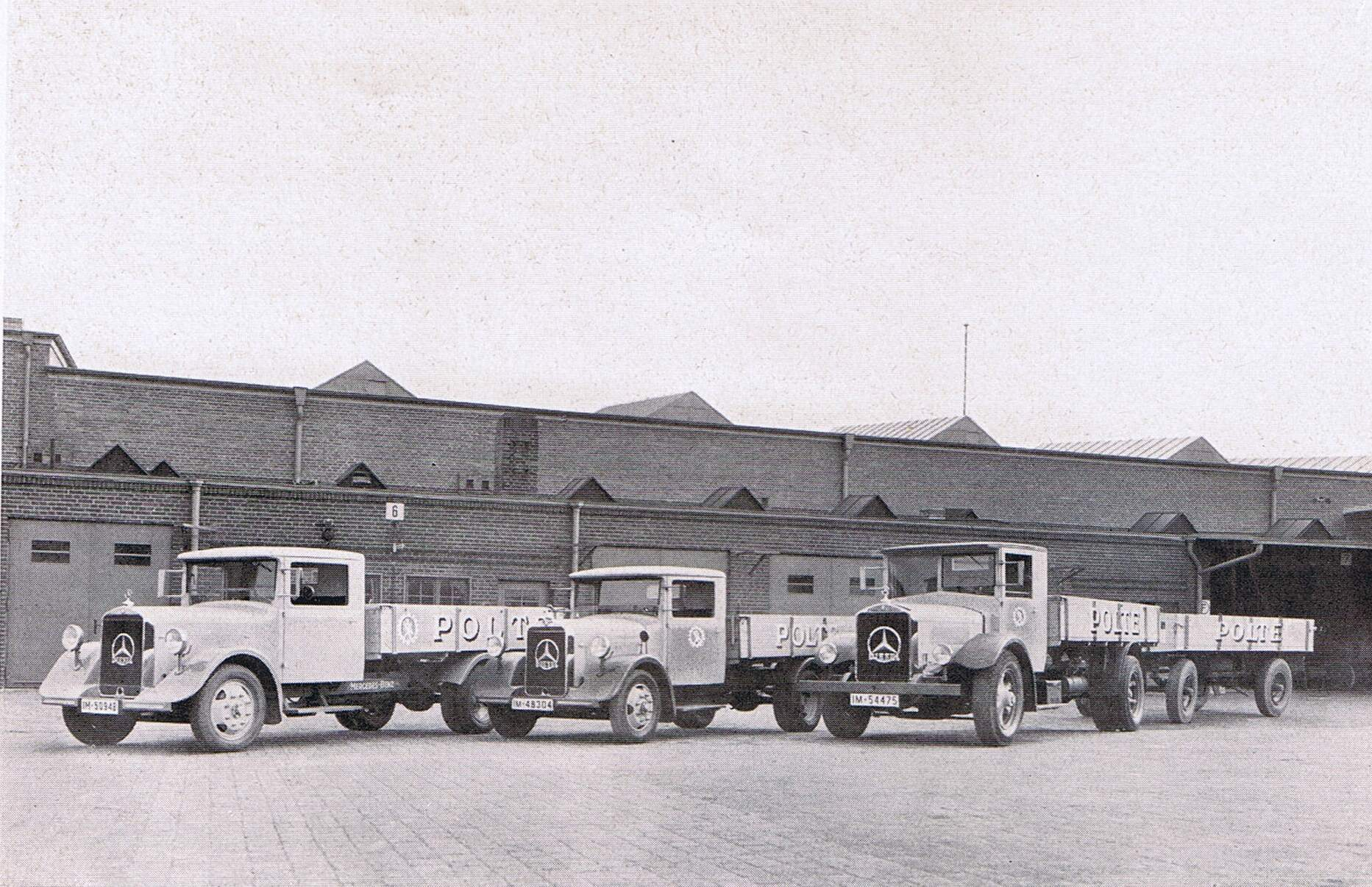
Diesel-LKW-Fuhrpark der Polte-Fabriken vor den Werksgaragen, ca. 1935, aus: Polte Armaturen- und Maschinenfabrik, Katalog, Ausgabe 1935

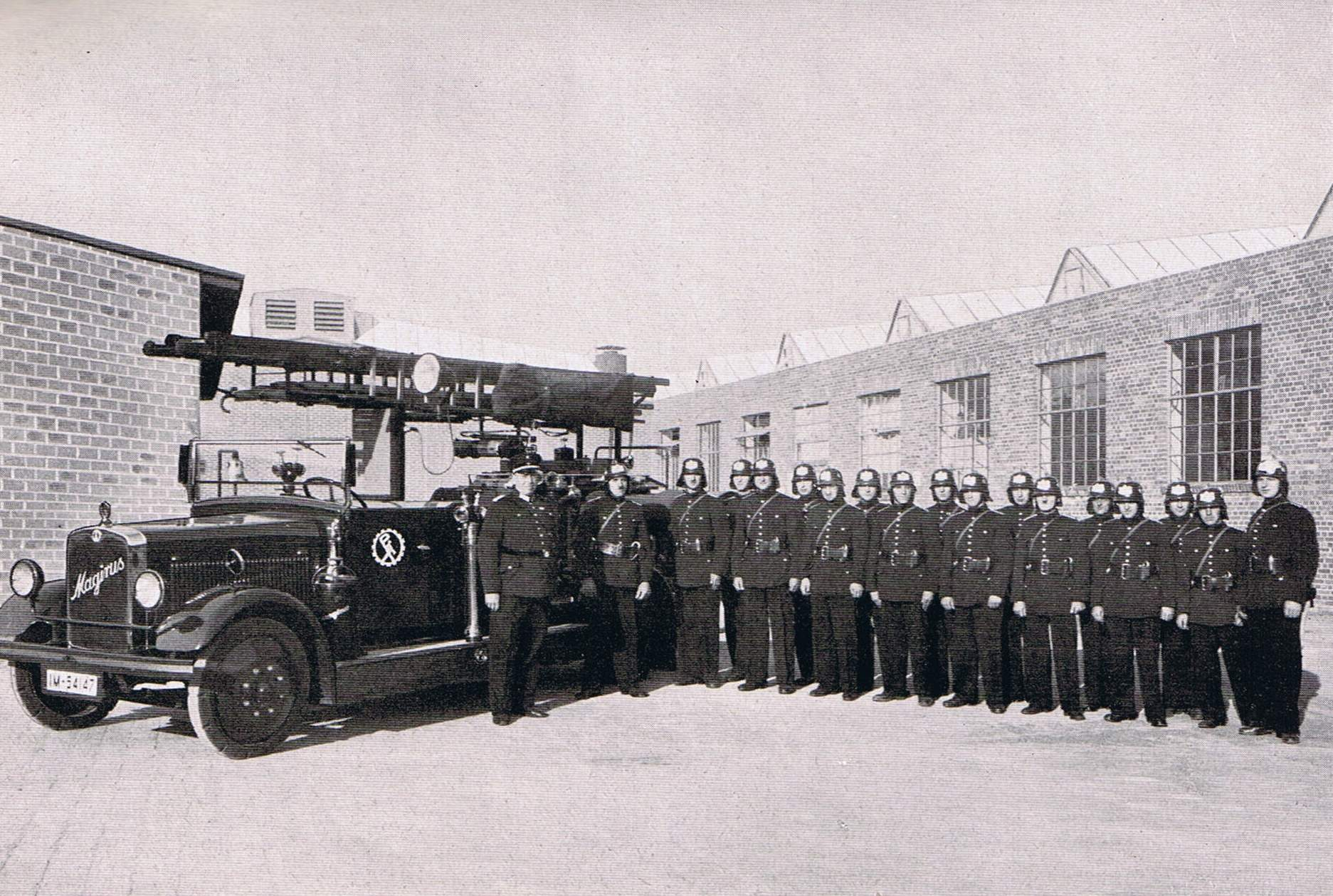
Polte-Fabriken Werkfeuerwehr mit Magirus-Löschzug, ca. 1935, aus: Polte Armaturen- und Maschinenfabrik, Katalog, Ausgabe 1935

#### Exporteur
Die hohe Qualität Polte’scher Ingenieurerzeugnisse schuf bald einen weltweiten Absatzmarkt. In den ersten Jahren wurden vor allem Armaturen und Feuerwehrzubehör exportiert. 1893 erfolgte eine Beteiligung an der World’s Columbian Exposition (19. Weltausstellung) in Chicago. Später wurden auch Hülsen exportiert. So stellten die Polte-Werke bereits auf der Pariser Weltausstellung 1900 Munitionshülsen aus. Das Unternehmen war damals der einzige deutsche Rüstungsproduzent, der im Grand Palais an der Seine vertreten war.
Bald wurden auch ganze Munitions-Produktionsanlagen weltweit angeboten und verkauft. Ständig waren ausländische Kunden in Magdeburg, um sich vor Ort über die in Fachkreisen geschätzten Produktionsverfahren zu informieren. Auch auf der Weltausstellung St. Louis 1904 war Polte vertreten. Hier wurden Feuerwehrzubehör sowie Geschosshülsen (für Schiffsgeschütze) und Patronenhülsen (eine tägliche Produktionskapazität von 250.000 Stück für Infanteriemunition wurden im Ausstellungskatalog angegeben) ausgestellt.

### Erster Weltkrieg und Nachkriegszeit
Nach dem Tod von Eugen Polte 1911 übernahm zunächst seine Witwe Luise Polte das Unternehmen. Sie wurde auch Geschäftsführerin, übte dieses Amt jedoch nicht aktiv aus, sondern überließ geschäftliche Entscheidungen hauptsächlich angestellten Direktoren. Bereits 1913 wurde die C. Louis Strube AG mehrheitlich übernommen und als Maschinen- und Armaturenfabrik Magdeburg-Buckau AG in die Produktion der Polte-Werke integriert.
Da zu Beginn des Ersten Weltkriegs die Kapazitäten zur Rüstungsproduktion erheblich ausgebaut werden mussten, wurde ein neues Fabrikgelände in der damaligen Magdeburger Wilhelmsstadt (heute Stadtfeld West) gekauft und bebaut. Das neue Werk II lag südwestlich an der Kreuzung Hohendodeleber Weg (dann in Poltestraße umbenannt, heute Liebknechtstraße) / Sedanring (heute Westring). Auch die Geschäftsleitung zog in den neuen Gebäudekomplex um. 1916 umfasste das gesamte Werksgelände 113.811 m², es wurden etwa 12.000 Arbeiter und Angestellte beschäftigt.
Im Jahr 1917 übertrug Luise Polte ihre Geschäftsanteile zu gleichen Teilen auf ihre beiden Töchter, Margarete Nathusius und Katharina Freifrau von Gillern. Seitdem hatten die Polte-Werke die Rechtsform einer offenen Handelsgesellschaft (oHG). 1918 traten Arnulf Freiherr von Gillern und der Tabakfabrikant Gottlob Moritz Nathusius in die Geschäftsleitung des Unternehmens ein.
Das Ende des Ersten Weltkriegs brachte tiefgreifende Änderungen für die Polte-Werke mit sich. Der Betrieb der überwiegend auf Munitions- und Rüstungsproduktion spezialisierten Werke musste fast vollkommen eingestellt werden. Von den 1918 noch rund 12.000 Beschäftigten (davon 9.000 Frauen) wurden etwa 11.750 entlassen. Infolgedessen wurde das Stammwerk in Sudenburg 1919 stillgelegt. Da die Munitionsproduktion komplett eingestellt werden musste, wurde erneut der Armaturen- und Maschinenbau wesentliches Geschäftsfeld. Erschwert wurde die Fortführung dieses Geschäftszweigs durch die gemäß dem Versailler Vertrag angeordnete Vernichtung sämtlicher der Fabrikation von Rüstungsbedarf dienenden Maschinen – was auch parallel genutzte Maschinen der Armaturenproduktion betraf. Unter Leitung von Gottlob Nathusius und den Direktoren von Handorf und Verlohr gelang die schwierige Umstellung auf „Friedensproduktion“.
1920 wurde dem Unternehmen mitgeteilt, dass es von der Interalliierten Militär-Kontrollkommission zur Herstellung von Heeresbedarf als einziger deutscher Produzent von Munition für Infanteriewaffen und Artilleriehülsen für Heer und Marine zugelassen werden würde. 1924 konnte deshalb wieder eine begrenzte Fertigung von Patronen aufgenommen werden. Die Rüstungskapazität der Werke wurde von 1924 bis 1933 dennoch durchschnittlich nur zu 10 % ausgenutzt Somit blieb auch die Versorgung der zunächst nur sieben Divisionen des 100.000-Mann-Heers unzureichend. Nach deren Erhöhung auf 21 Divisionen Anfang der 1930er Jahre hatte das Heer Bedarf an 250 Millionen Patronen, den die Fertigung bei Polte mit genehmigten 10 Millionen Patronen bei Weitem nicht decken konnte.
Das Produktionsspektrum bei Nichtrüstungsartikeln dagegen wurde in der Zwischenkriegszeit deutlich ausgebaut. In der Armaturenfabrik wurden Absperrorgane, Hydranten, Groß- und Kleinarmaturen hergestellt. Die Metallwarenfabrik produzierte Haus- und Küchengeräte aus Reinaluminium sowie gestanzte und gedrückte Massenartikel für verschiedene industrielle Zwecke aus Kupfer, Messing und Aluminium. Die verschiedenen Gießereien produzierten Gussstücke und Modelle für die eigene Produktion, in der Werkzeugmaschinenfabrik wurden Spezialwerkzeuge angefertigt. 1924 wurden bereits wieder 2.400 Arbeiter und Angestellte beschäftigt. 1927 konnte auch das stillgelegte Stammwerk in Sudenburg teilweise wieder in Betrieb genommen werden. Von 1924 bis 1926 wurden Erweiterungsbauten errichtet, unter anderem durch den renommierten Berliner Industriearchitekten Bruno Buch.
1926 trat Martin Nathusius in die Geschäftsleitung des Unternehmens ein; in der Folge schied Gottlob Moritz Nathusius 1929 aus der Gesellschaft aus, um sich seinem eigenen Geschäft zu widmen. Margarete Nathusius trat 1935 als Gesellschafterin der Polte-Werke aus und überließ ihre Anteile den beiden Söhnen Hans und Alfred Nathusius. Hans Nathusius, der bereits 1930 in das Unternehmen eingetreten war, wurde 1935 auch stellvertretender Geschäftsführer. Franz Alexander von Pritzelwitz war stellvertretender Betriebsleiter.

### Nationalsozialismus und Zweiter Weltkrieg
Im Frühjahr 1934 arbeiteten in den Magdeburger Polte-Werken 7000 Beschäftigte, die sich im Rahmen der nun folgenden nationalsozialistischen Aufrüstungspolitik zum größten Munitionshersteller Europas entwickeln sollten. Erneut wurde die Produktion von Munition und Munitionsmaschinen zum wesentlichen Geschäftszweck der Firma. 1936 wurden mit der Herstellung von Armaturen nur 6 Millionen Reichsmark Umsatz erzielt, mit der von Rüstungsmaterialien dagegen bereits 82 Millionen. Schon 1931 hatte das Reichswehrministerium die Polte-Geschäftsleitung aufgefordert, im Rahmen des ersten und zweiten Rüstungsprogrammes der Weimarer Republik weitere Fabrikationsstellen in Mitteldeutschland zu errichten.
1935 begingen die Polte-Werke ihr 50-jähriges Bestehen mit einer großen Feier. Mehrere Tausend Gäste erlebten an diesem Tag unter anderem 17 aufspielende Kapellen, darunter auch das Otto Kermbach Orchester unter der Leitung von Otto Kermbach.
Am 4. September 1936 verkündete Hermann Göring die Vorstellungen des Reichskanzlers Hitler zum „Vierjahresplan“: Die deutsche Wirtschaft sollte innerhalb von vier Jahren kriegsfähig gemacht werden, vor allem die Produktionszahlen der Rüstungsindustrie betreffend. Wichtigster, teilweise alleiniger Abnehmer vieler Rüstungsunternehmen wurden oberste Militärbehörden des Deutschen Reiches. Das betraf auch die Polte-Werke, die Rüstungsprodukte nur noch vereinzelt ins Ausland lieferten.
Die Zusammenarbeit zwischen dem Staat und den Polte-Werken gestaltete sich allerdings noch enger. Zunehmend wurde das Reich zum Miteigentümer bei der Produktion. Bereits ab 1934 hatte es, vertreten durch das Oberkommando des Heeres (OKH), das Oberkommando der Marine (OKM) oder die Luftfahrt-Anlagen GmbH (LAG) mit dem Unternehmen Mantelverträge zum Aufbau neuer Werke für die Produktion von Patronenhülsen und Geschossen abgeschlossen. Rechtlich dem Deutschen Reich als Eigentum zugeordnet, wurden diese Betriebe de facto als Tochtergesellschaften der Polte-Werke geführt.
So wuchsen die Polte-Werke bis 1945 zu einem Rüstungskonzern mit mehreren Tochtergesellschaften, Zweig- und Nebenbetrieben. In allen Werken, die von der Polte oHG betrieben wurden, arbeiteten bei Kriegsende rund 30.000 Menschen, davon etwa die Hälfte in vier Fabriken in Magdeburg.
Abnahmestellen des Heeres und der Marine sowie eine Bauaufsicht Luft waren ständig in den Werken stationiert. Auch ausländische Militär-Kommissionen erschienen zu Abnahmen.
Martin Nathusius legte 1939 aus gesundheitlichen Gründen die Firmenleitung nieder. Sein Sohn Hans Nathusius führte die Polte-Werke gemeinsam mit dem Mitgesellschafter Arnulf Freiherr von Gillern weiter. Nachdem von Gillern verstorben war, wurde Hans Nathusius am 1. Februar 1944 Allein-Geschäftsführer des Konzerns.
Ab 1938 begannen die Polte-Werke vermehrt, ausländische Arbeiter für ihre Betriebe anzuwerben. Mit Beginn des Krieges wurden in fast allen privaten und kommunalen Unternehmen Magdeburgs dann auch Zwangsarbeiter eingesetzt, um den entstehenden Mangel an einheimischen Arbeitskräften auszugleichen und Arbeitskosten zu reduzieren. Auch bei den Polte-Werken wurden ab 1939 solche ausländischen Zwangsarbeiter herangezogen. Zusammen mit Kriegsgefangenen und KZ-Häftlingen betrug der Anteil zwangsverpflichteter ausländischer Hilfskräfte (häufig als Ostarbeiter bezeichnet) bei Kriegsende rund 50 % der gesamten Belegschaft der Polte-Werke.
Die Polte-Werke beschäftigten ab 1943 zunehmend auch KZ-Häftlinge. Dazu wurden nach entsprechendem Antrag beim SS-Wirtschafts- und Verwaltungshauptamt (WVHA) von der SS sogenannte KZ-Außenlager in unmittelbarer Nähe der Produktionsstandorte eingerichtet. Im November 1944 führte das für Planung und Koordinierung des Häftlingseinsatzes verantwortliche Polte-Geschäftsleitungsmitglied Pritzelwitz in einem Tätigkeitsbericht aus:

„… habe ich durch die Schaffung von Unterbringungsmöglichkeiten für rund 5.600 Häftlinge die Grundlage für weitere Leistungssteigerungen im Infanterie- und Flakprogramm gegeben.“

Das erste solche Lager, das im Auftrag der Polte-Werke errichtet wurde, entstand als KZ-Außenlager Grüneberg im Juni 1943 bei der Silva Metallwerk GmbH. In der Folgezeit entstanden fünf weitere KZ-Außenlager für Fabriken der Polte-Werke, zum Beispiel das Außenlager Duderstadt des KZ Buchenwald. 755 ungarische Jüdinnen mussten dort Zwangsarbeit leisten. Viele der Gefangenen wurden ab dem 13. April 1945 bei einem Todesmarsch ermordet. Der KZ-Gedenkstein am Stadion Neue Welt erinnert hieran.
Während der siebentägigen Belagerung von Magdeburg im April 1945 durch US-amerikanische Truppen wurde das „Alte Werk“ im Stadtteil Sudenburg (Maschinenbau, Lehrwerkstatt, Hydrantenbau) durch Granatbeschuss und Bomben völlig zerstört. Das Gelände in der Poltestraße (heutige Liebknechtstraße) wurde am 19. April 1945 von US-amerikanischen Truppen besetzt. Einige Wochen später übernahmen es britische Einheiten und übergaben es im Juli 1945 den sowjetischen Militärbehörden, welche die Werke als Eigentum der Roten Garnison Magdeburg kennzeichneten. Fast alle Maschinen und Fertigungseinrichtungen wurden in die UdSSR abtransportiert.

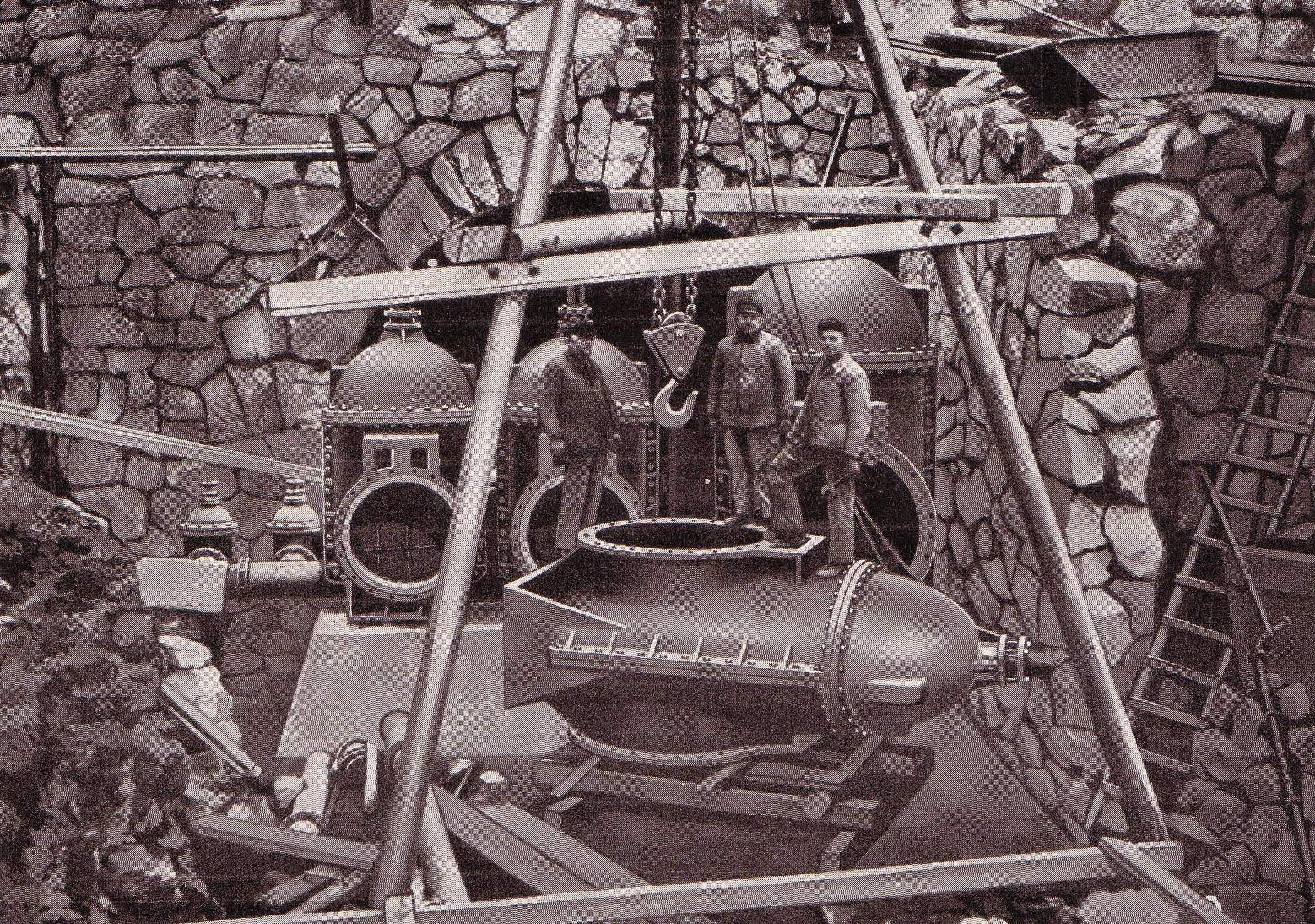
Einbau von Talsperrenschiebern, Montagebaustelle der Talsperre Lehnmühle
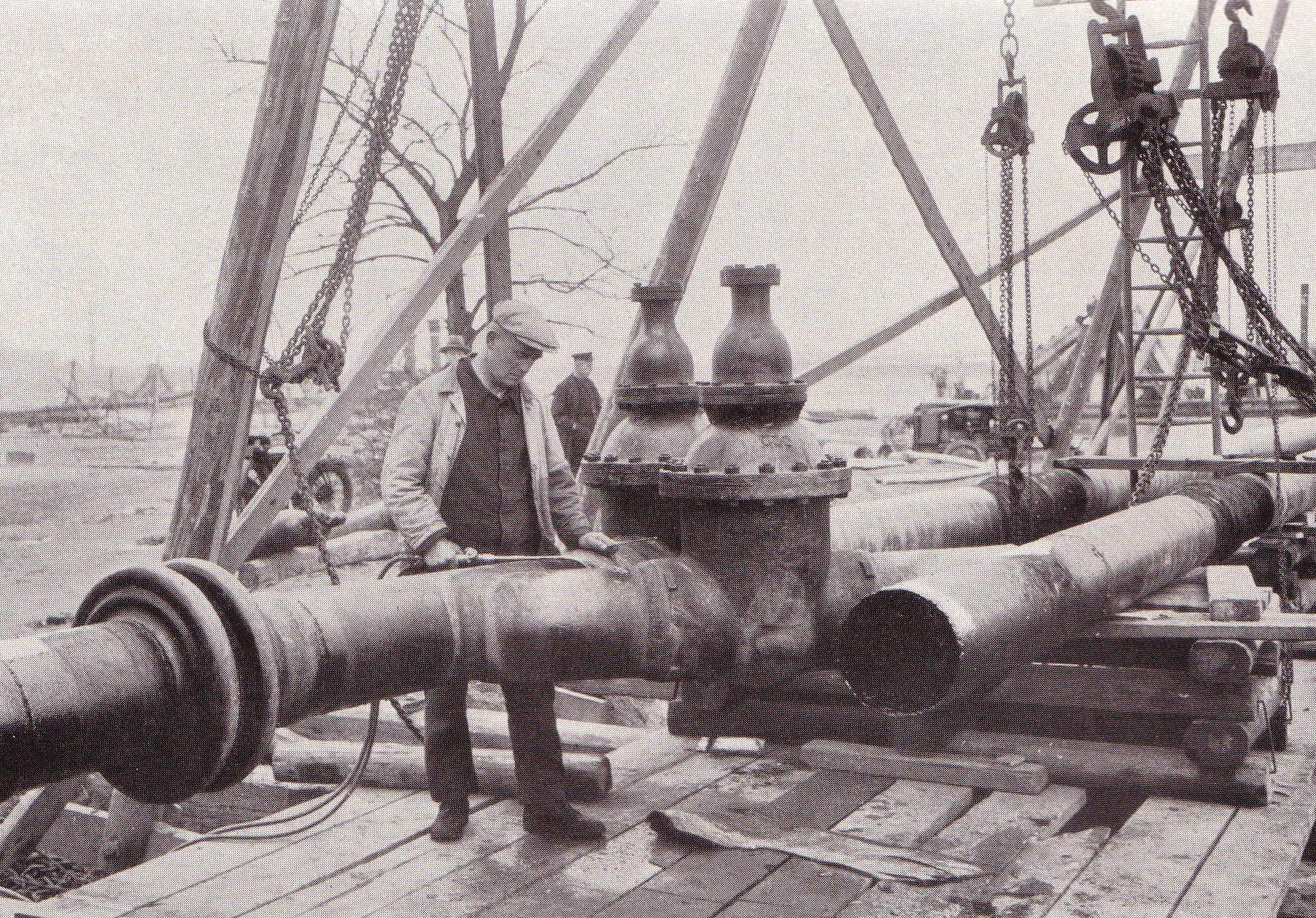
Montage eines Hochdruck-Gasschiebers (D.R.G.M.) aus Stahlguss für eine Gasfernleitung
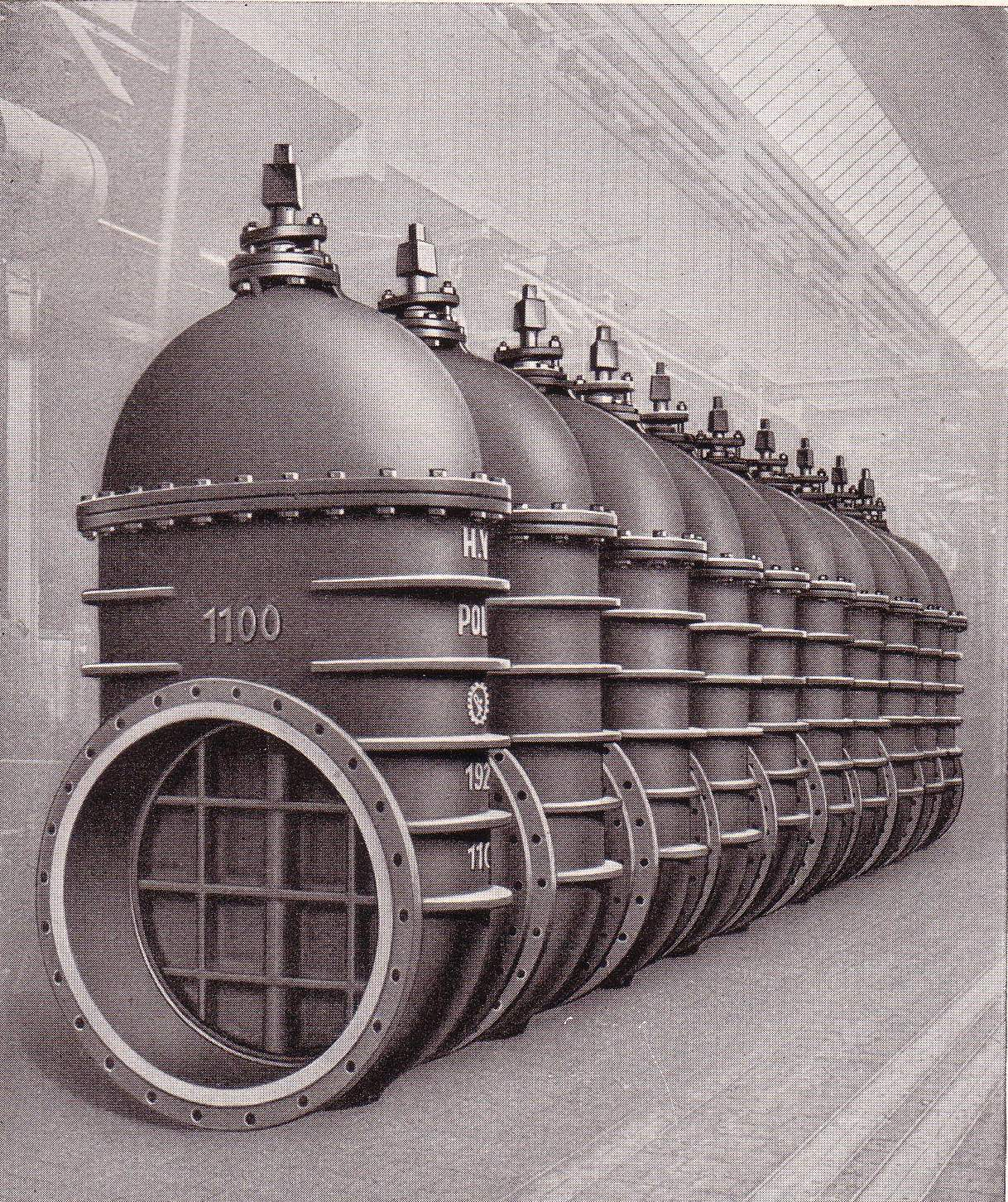
Gruppe einer Schieberlieferung für die Hamburger Wasserwerke (76 Einheiten mit Nennweiten 1100 und 1200 mm)
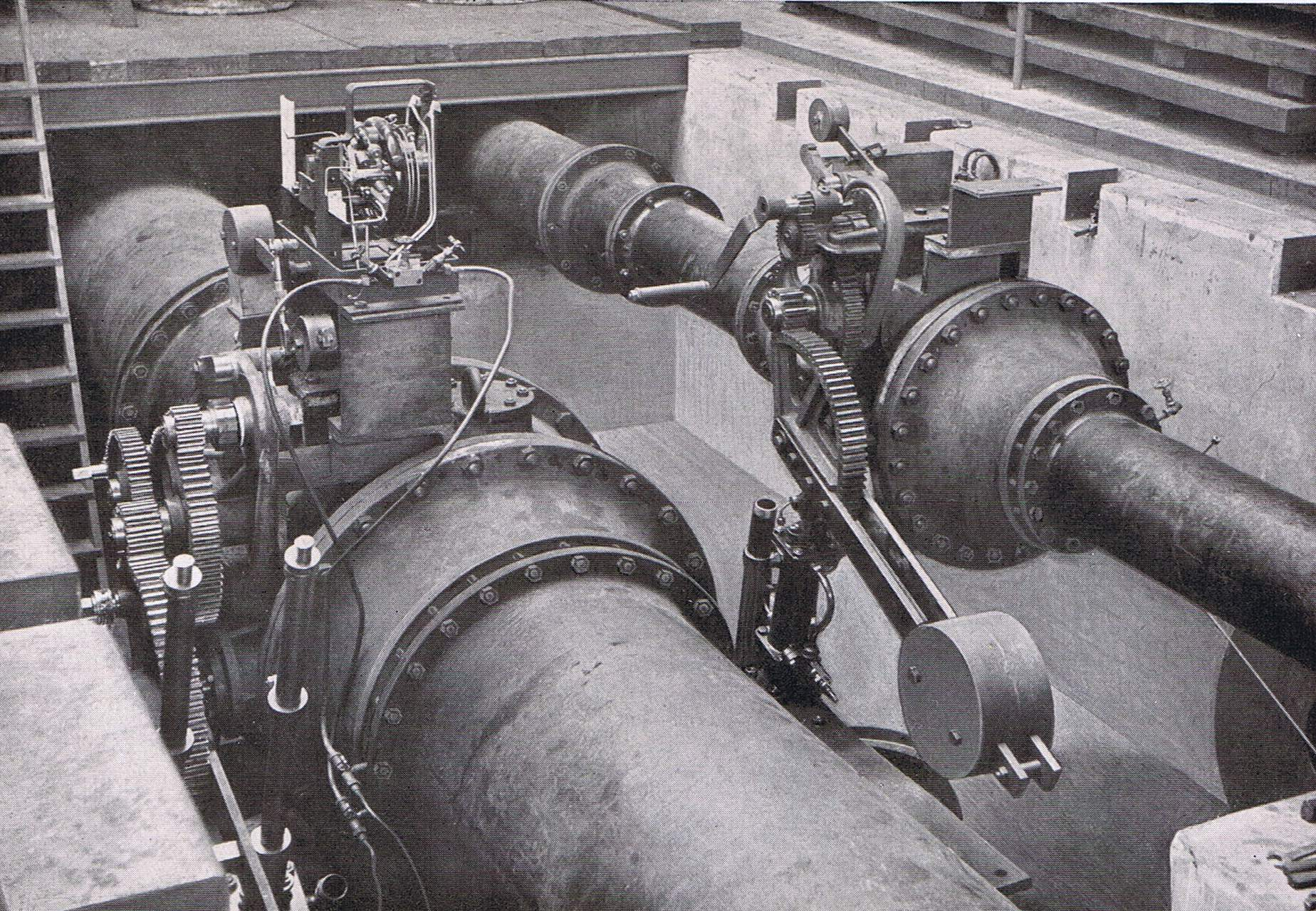
Eine Prüf- und Messanlage zum Messen von Widerständen und Durchflussmengen (1700 Liter/Sekunde)

#### Beteiligungen
Neben dem Stammwerk („Altes Werk“) in Magdeburg-Sudenburg, einem weiteren Werk in Sudenburg (Werk Fichtestraße) und dem „Werk II“ (oder „Neues Werk“) in Magdeburg-Wilhelmstadt produzierten die Polte-Werke bis 1945 in 15 weiteren Fabriken in Deutschland. Diese Werke waren zum Teil Tochtergesellschaften und zum Teil reichseigene oder fremde Werke, die von der Polte oHG gepachtet und betrieben wurden.
Bereits während des Ersten Weltkriegs besaßen die Polte-Werke auch Anteile an der Kriegsmetall AG. im Wert von 200.000 Mark.
Tochtergesellschaften (mit Gründungs- bzw. Übernahmedatum):
- 1913: C. Louis Strube AG in Magdeburg-Buckau, umbenannt in Maschinen- und Armaturenfabrik AG
- 1931: Grüneberger Metallwarenfabrik GmbH in Grüneberg
- 1932: Pollux GmbH in Ludwigshafen am Rhein, eine Wassermesser- und Armaturenfabrik mit einem Zweigwerk in Neustadt (1939)[44]
- 1933: Metallwerk Wolfenbüttel GmbH in Wolfenbüttel, Produktion von Munition für Gewehre und Maschinengewehre[45]
- 1933: Metallwerk Odertal GmbH in Bad Lauterberg im Harz, Hersteller von Patronen für die Wehrmacht; Mit über 2.000 Beschäftigten gehörte das Unternehmen Anfang 1944 zu den größten Betrieben der Region.
- 1938: Castor GmbH in Magdeburg

Reichseigene Werke, von Polte errichtet und gepachtet:
Die ab 1934 von Polte im Auftrag der Regierung errichteten und betriebenen Werke (genauer: Betreibergesellschaften) firmierten wohl auch aus Geheimhaltungsgründen (Montan-Schema) unter den Namen Silva Metallwerk GmbH und Polte oHG.
- 1934: Silva Metallwerk GmbH, Werk Genthin in Genthin; Eigentümer bzw. Treuhänder des Werks war das Oberkommando des Heeres (OKH). Die Errichtung der Produktionsstätte begann im Frühjahr 1935.[34] Das Unternehmen produzierte Infanterie- und Artilleriemunition (Flak- und Bordmunition) für leichte und schwere Maschinengewehre sowie für Flak-Geschütze. Im Juli 1938 arbeiteten hier 1.665, im Jahr 1939 bereits 3.758 und 1945 schließlich 4.306 Personen.[34] Nach Kriegsende wurde das Werk vollständig demontiert. Nur zwei Verwaltungsgebäude (wird als Seniorenheim genutzt) und fünf Wohnhäuser für Angestellte des Werks sind erhalten geblieben. Diverse Kartuschen (wird ausgestellt im Kreismuseum Jerichower Land) sowie andere Produktionsreste wurden 1966 bei Bergungsarbeiten von Tauchern des Munitionsräumungsdienstes im Silva-See auf dem ehemaligen Werksgelände geborgen.[47]
- 1934: Silva Metallwerk GmbH, Werk Magdeburg-Neustadt  in Magdeburg Neue Neustadt; Eigentümer bzw. Treuhänder war das OKH.
- 1934: Silva Metallwerk GmbH, Werk Grüneberg in Grüneberg; Eigentümer bzw. Treuhänder war das OKH.
- 1938: oHG Polte, Werk Arnstadt in Rudisleben bei Arnstadt; Eigentümer bzw. Treuhänder war das Oberkommando der Marine.
- 1942: oHG Polte, Werk Duderstadt in Duderstadt; Bereits ab 1940 wurde im Auftrag des Reichsluftfahrtministerium durch die reichseigene Luftfahrt-Anlagen GmbH[36] am Fuße des Euzenbergs und mit starker Unterstützung des Duderstädter Bürgermeisters Andreas Dornieden mit dem Bau einer Fabrik für Flugabwehrgranaten begonnen. 1941 wurde Richtfest gefeiert, in der zweiten Jahreshälfte lief die Produktion an. Die Polte oHG war von Anfang an Betreiber der Anlage.[48] Seit April 1943 wurden im Duderstädter Werk monatlich 800.000 bis 850.000 Geschosse hergestellt. Dazu arbeiteten in der Fabrik etwa 2.400 Menschen.[48] Vorwiegend lieferte die Fabrik 2-cm-Geschosse (Fliegersondermunition), daneben vermutlich auch 3-cm-Geschosse. Die Geschoss-, Zünder- und Hülsenfertigung lag im Ostteil der Anlage, die Abfüllanlage im sogenannten Mittleren Teil und die teilweise unterirdischen Lager für Munition und Sprengstoffe im Westteil des Werkes. Es wurde der Sprengstoff Nitropenta verwendet.[49]

Gepachtete Betriebe mit eigener Maschinenausrüstung
Als gegen Kriegsende einige Fabriken der Polte-Werke zu Zielen von Luftangriffen wurden, war es notwendig, die kriegswichtige Munitions-Produktion kurzfristig in andere Betriebsstätten zu verlagern. Diese wurden von den Polte-Werken gepachtet und mit einem verlagerten Polte-Maschinenpark ausgestattet.
- OHG Polte, Werk Burg (vormals Werk Paasche) in Burg bei Magdeburg
- OHG Polte, Werk Seehausen in Seehausen in der Börde
- OHG Polte, Werk Nordhausen in Nordhausen

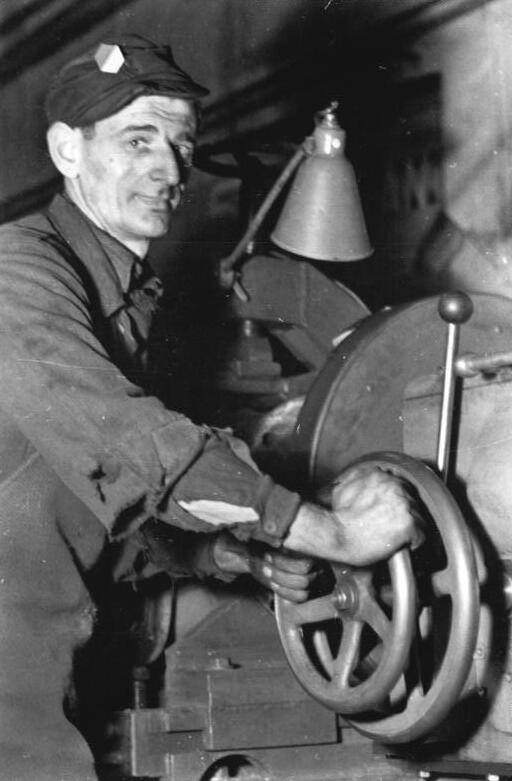
DDR-Propagandafoto eines Industrie-Drehers an einem Schaltrad im ehemaligen Polte-Werk im Jahr 1950

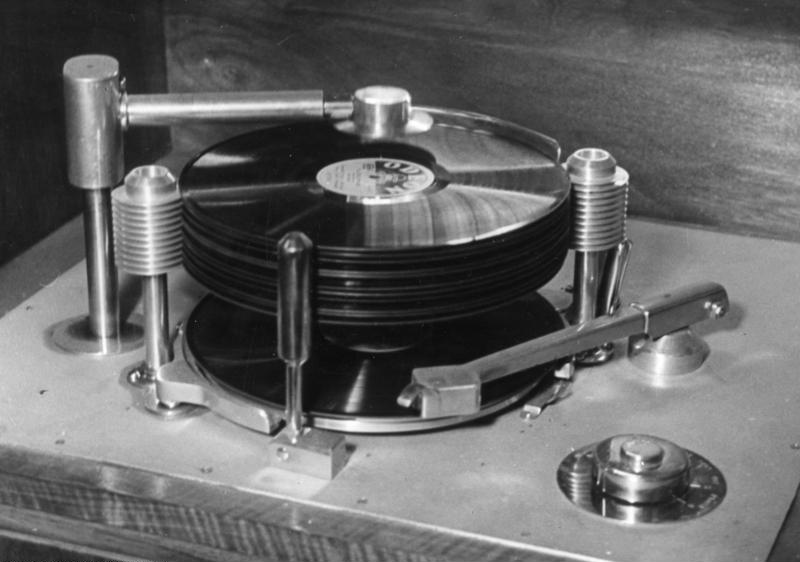
Polte-Dauerplattenspieler, 1949 auf der Leipziger Frühjahrs-Messe ausgestellt

### DDR und Bundesrepublik
Nach dem Krieg und der damit verbundenen weitgehenden Zerstörung und Demontage der Polte-Werke wurden die in der sowjetisch besetzten Zone gelegenen Betriebsteile am 18. Dezember 1945 zunächst unter Sequester gestellt. Anders als viele weitere Rüstungsbetriebe erfolgte für die Polte-Werke keine Überführung in eine Sowjetische Aktiengesellschaft (SAG). Mit einer Anordnung der sachsen-anhaltischen Provinzialregierung vom 14. Januar 1946 wurden die Polte-Werke enteignet.
Die Wiederaufnahme der Produktion nach dem Krieg gestaltete sich schwierig. Zunächst konnten mangels geeigneter Werkzeugmaschinen nur kleinere Produkte, wie Geschirrteile aus Aluminium, Plattenspieler, Rollenketten, Filmbüchsen und Tür- oder Fensterrahmen hergestellt werden. Zu Beginn wurde in der 600 m² großen ehemaligen Lehrwerkstatt produziert.
Nach der Enteignung firmierte die Gesellschaft ab 1946 als Magdeburger Armaturen- und Metallwarenfabrik (MAM), ein Jahr darauf ging der Betrieb in den Besitz der damaligen Provinz Sachsen-Anhalt über. 1948 erfolgte die Bildung eines „volkseigenen Betriebes“, der VEB Sanar Großarmaturenfabrik Magdeburg aus der MAM und der ehemaligen Maschinen- und Armaturenfabrik AG (vormals  C. Louis Strube AG). 1952 erfolgte dann die Umbenennung der Sanar in VEB Schwerarmaturenwerk „Erich Weinert“.
In den 1950er Jahren konnten dann auch wieder Großprodukte der Vorkriegszeit produziert werden. Das Unternehmen wuchs stetig, beschäftigte rund 2000 Arbeitnehmer und exportierte in 22 Länder. Das Schwerarmaturenwerk war an der Errichtung von Eisenwerken, Großkokereien, Talsperren und Stahlwerken beteiligt. 1960 wurde es mit dem VEB Messgeräte- und Armaturenwerk „Karl Marx“ zu einem der größten europäischen Armaturenhersteller unter dem neuen Namen VEB Magdeburger Armaturenwerke „Karl Marx“ (MAW) vereint. In der Folge waren die Armaturenwerke der beherrschende Hersteller in der DDR für Ventile, Schieber und Hähne. 90 % aller DDR-Armaturen wurden hier gefertigt, bis zu 6.000 verschiedene Produkte der produzierenden Industrie angeboten.
Im Jahr 1965 wurde der Messgerätebau aus der MAW herausgelöst und unter dem alten Namen „Erich Weinert“ weitergeführt. Ab 1970 wurde die MAW zum Stammbetrieb des Armaturenkombinats „Karl Marx“, dem nach dem Kombinat Gisag zweitgrößten Gussproduzenten der DDR. Die MAW beschäftigten vor der Wende rund 7.000 Mitarbeiter. Ab 1975 gehörte MAW als zentralgeleitetes Kombinat zum Verantwortungsbereich des Ministeriums für Schwermaschinen- und Anlagenbau.
Die im Westen Deutschlands gelegenen Werke der Polte-Gruppe wurden im Rahmen der alliierten Demontage- und Reparationsbestimmungen vollständig demontiert. Nur die Pollux GmbH in Ludwigshafen, deren Maschinen und Einrichtungen zu 50 % erhalten blieben, konnte ihren Betrieb fortführen.
Laut Handelsregister des Amtsgerichts Ludwigshafen am Rhein wurde die Polte oHG am 25. Februar 1970 aufgelöst.

### Nach der Wende
Im Jahr 1991 verkaufte die Treuhandanstalt die Magdeburger Armaturenwerke (firmierten zu dem Zeitpunkt als Magdeburger Armaturenwerke GmbH) an die Deutsche Babcock AG zum Kaufpreis von 1 Million DM. Der neue Eigentümer konnte jedoch die Gesellschaft unter den geänderten wirtschaftlichen Rahmenbedingungen nicht mehr profitabel weiterführen und eröffnete 1996 die Liquidation der Firma. Es folgte eine langfristige Abwicklung.
Bereits 1990 hatte sich die Konstruktionsabteilung für Regelarmaturen aus der MAW gelöst und wurde als Magwen GmbH Wenig (Magnetventil Service und Verkaufs GmbH) verselbständigt. Dieses Unternehmen übernahm zunächst den Vertrieb der Regelarmaturen der MAW, ab 1993 dann auch deren Produktion.

## Produkte der Polte-Werke
Das Produktionsspektrum der Polte-Werke umfasste im Stammgeschäft alle Arten von Armaturen für flüssige und gasförmige Stoffe. Daneben wurden Haushaltsgeräte sowie in Hochrüstungs- und Kriegszeiten vor allem Rüstungsgüter (Patronenmunition, Geschosshülsen und Produktionsanlagen) hergestellt.

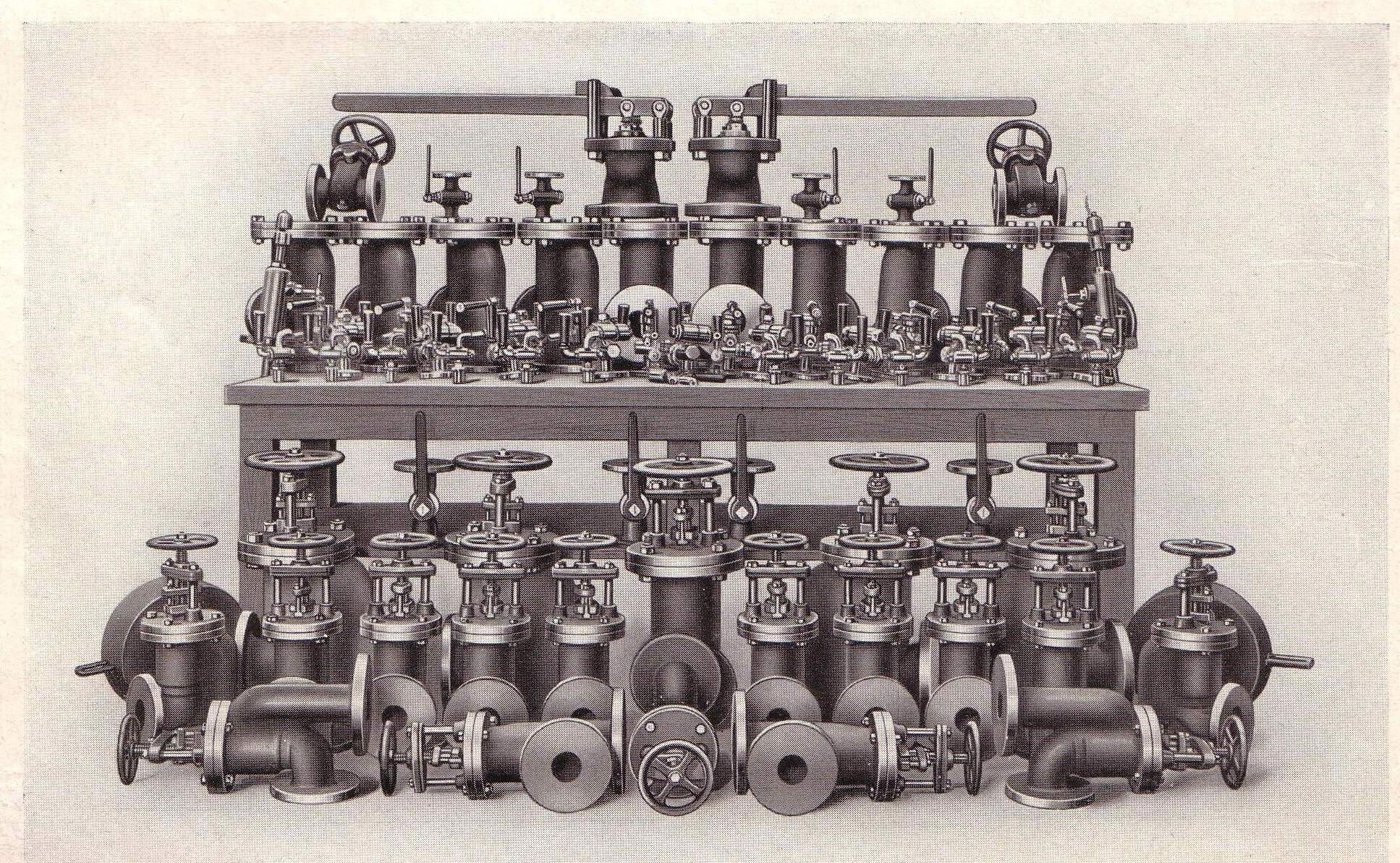
Diverse Kesselarmaturen

### Armaturen
Das ursprüngliche Stammgeschäft mit später hohen Exportanteilen. deckte folgende Verwendungsbereiche ab: Großarmaturen, Schwerarmaturen, Dampfarmaturen, Hochdruck-Armaturen für den Einsatz auf Bohranlagen und Ölfeldern, Hydranten, Talsperren-Ausrüstungen sowie Sonderarmaturen für die chemische Industrie und zum Messen.

#### Feuerwehrzubehör
Im Bereich der technischen Feuerwehrausstattung wurden geliefert: Zubringerstutzen für die Wasserversorgung von Dampfspritzen, Strahlrohre mit Kupplungsanschluss, Schlauchkupplungen, Ober- und Unterflurhydranten sowie Armaturen für Feuerlöschgeräte.

#### Hähne
Die Produktionsvielfalt an Hähne umfasste Modelle aus Gusseisen, Metall, Hartblei, Stahlguss sowie aus Speziallegierungen für die chemische Industrie. Verwendungen als Durchgangs-, Auslauf- und Dreiweghähne, als Stopfbuchs- und Packhähne in jeder Ausführung und Größe waren möglich. Daneben wurden polierte Ablasshähne, Tropföler, Dochtöler und Staufferbüchen gefertigt.

#### Ventile
Im Bereich der Ventileherstellung wurden Produkte aus Gusseisen, Hartblei, Stahlguss und Metall angeboten. Es gab Durchgangs- und Eckventile mit Flanschen und Muffen, Ventile mit Kopfstück und Säulenaufsatz, Peetventile, Speise- und Rückschlagventile, Sicherheitsventile mit Gewichts- und Federbelastung, Heizungsventile, Hydraulik-Ventile, Fußventile, Luft- und Schwimmerventile, Dreiwegeventile für Niederdruck- und Hochdruckgas, Auspuffventile sowie Kondenstöpfe.

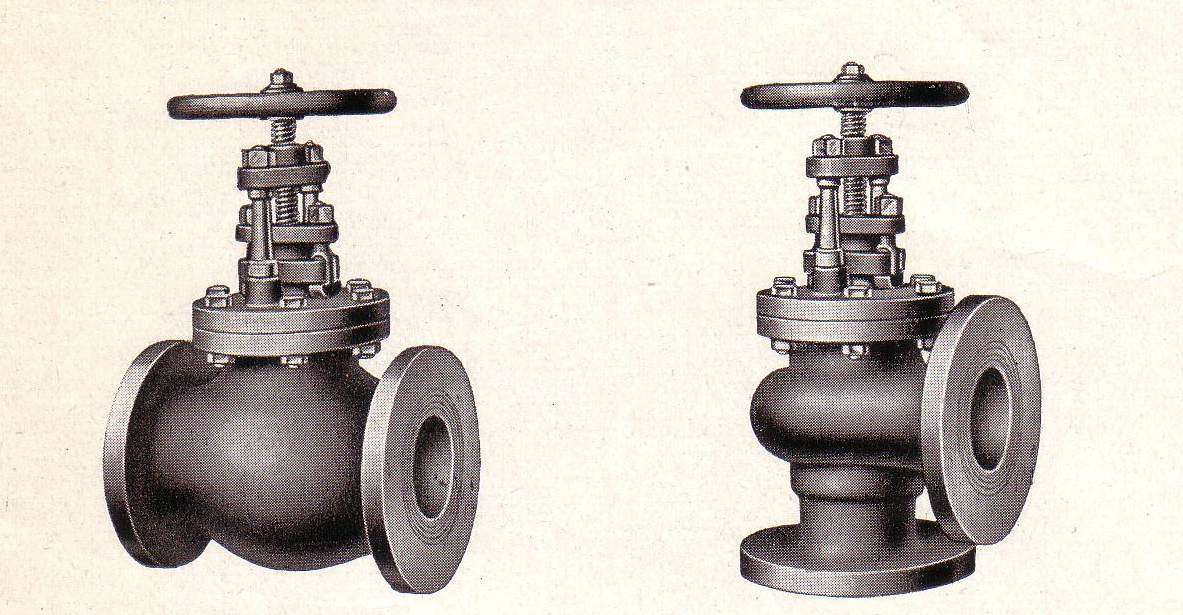
Absperrventile aus Eisen mit Dichtung aus Rotguss oder Nickellegierung mit Säulenaufsatz und außenliegendem Spindelgewinde (schwere Modelle)
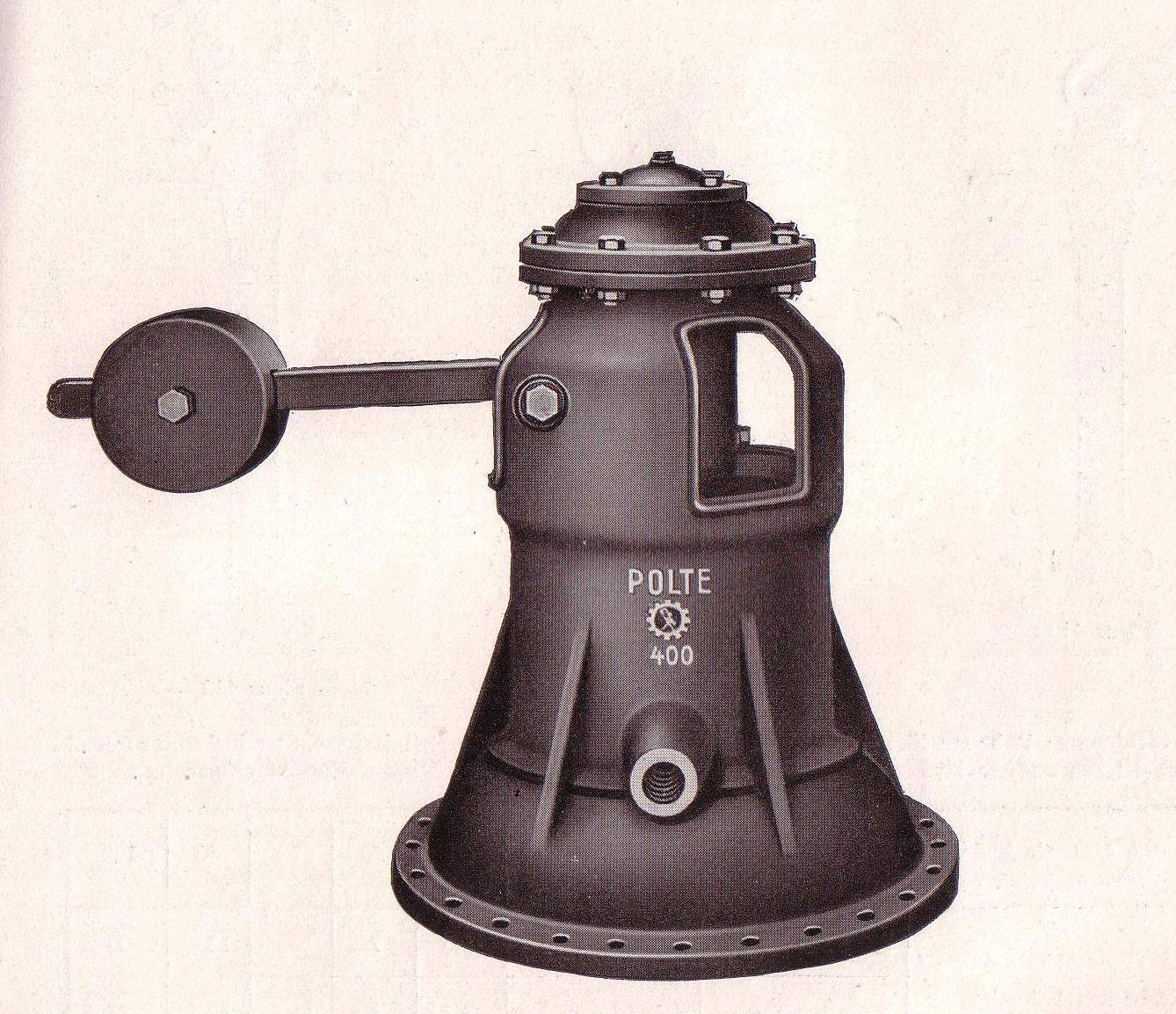
Be- und Entlüftungsventil für Talsperren und Turbinenleitungen, mit Ölbremse und Gegengewicht
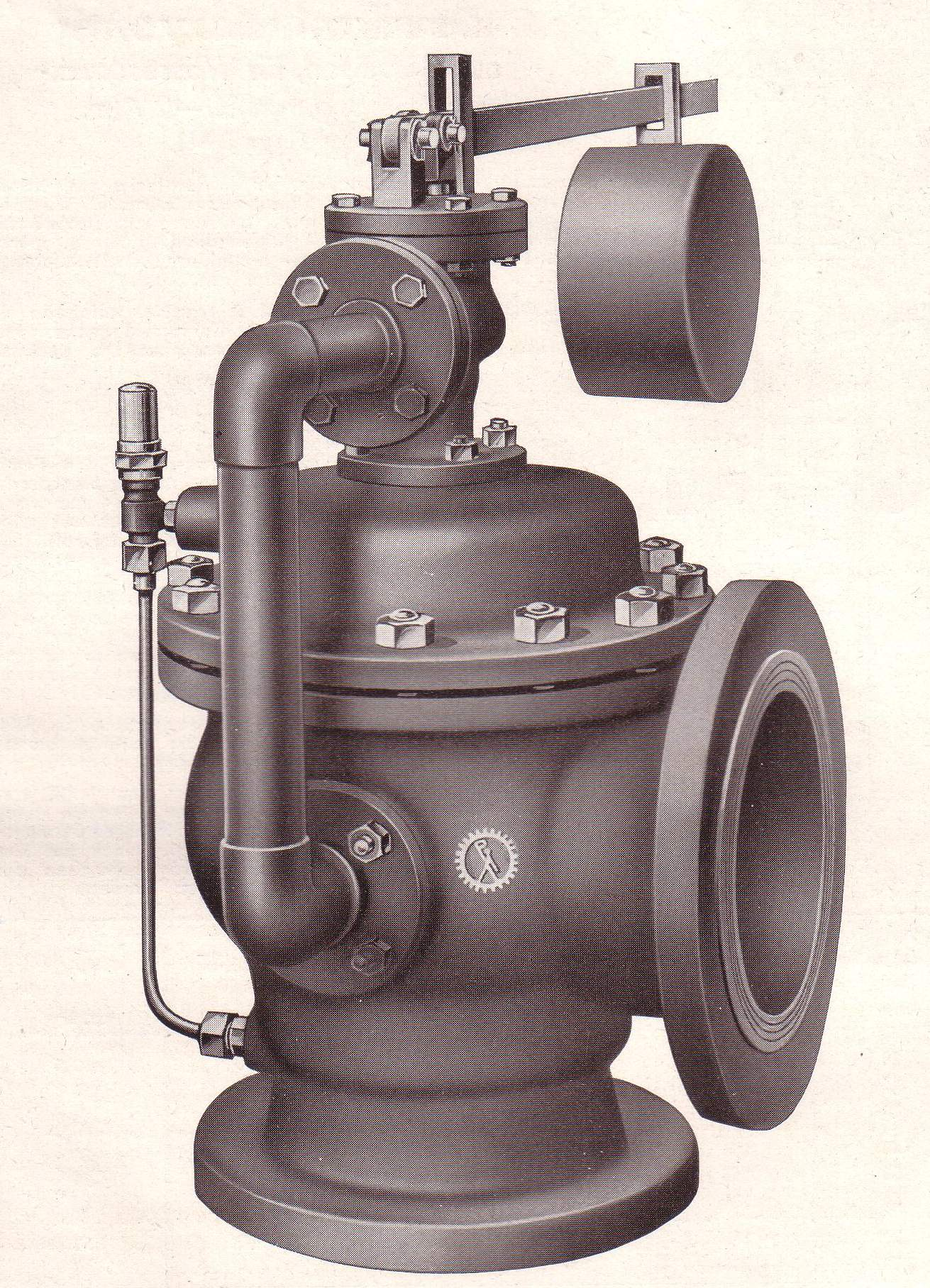
Hochdruck-Überdruckventil zur Verhütung bzw. Milderung von Wasserschlägen in Wasserleitungen, Normalauslegung für 10 bar Betriebsdruck
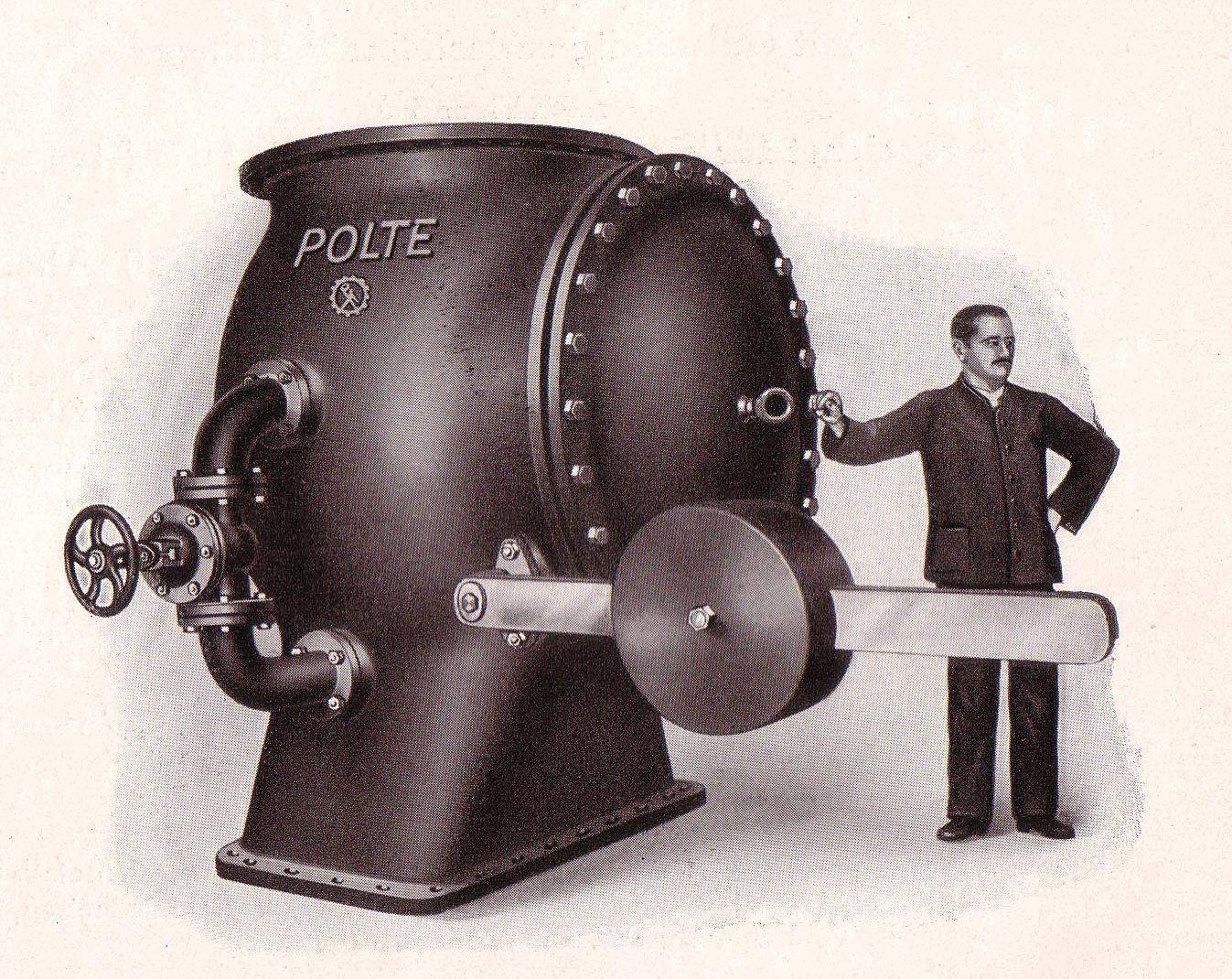
Große Rückschlagklappe aus Stahlguss (1000 mm), für ein norddeutsches Elektrizitätswerk gefertigt

#### Schieber
Das Produktportfolio an Schiebern umfasste Absperrschieber in jeder Größenordnung und zu jedem Verwendungszweck aus Stahlguss, Gusseisen, Hartblei, Aluminium und aus Bronze: Heißgasschieber, Heißdampfschieber, Schieber für Wasser, Benzin und Öl. Daneben Schieber nach dem System Ludlow und Polte-Parallel-Schieber für hohen Druck, Schieber mit innerer Verbleiung für die chemische Industrie, Talsperrenschieber mit entsprechenden Antrieben und Turbinenschieber für hydraulischen und elektrischen Antrieb.

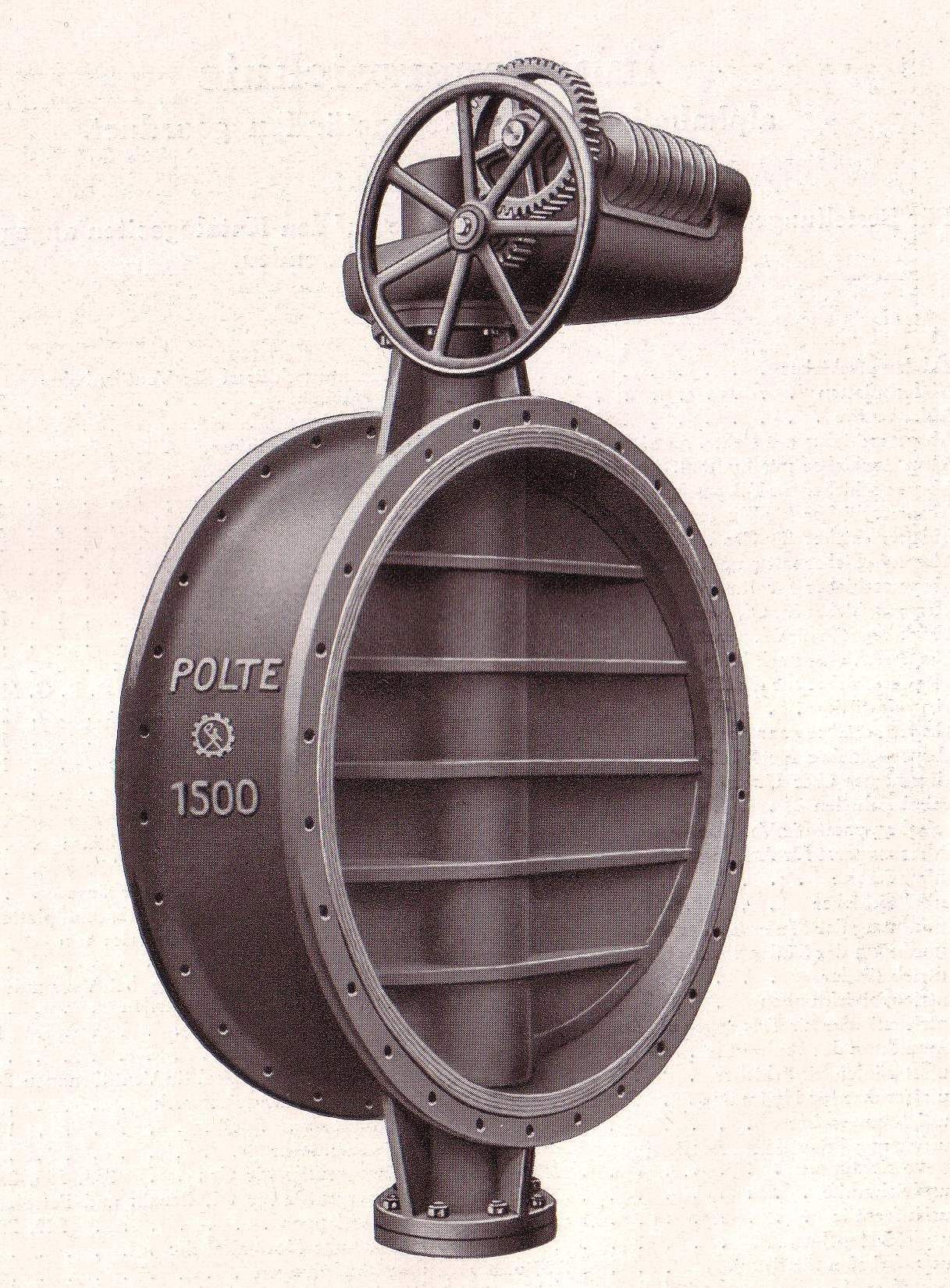
Drosselklappe für Turbinenleitungen mit Handantrieb, Höhe etwa 2 Meter
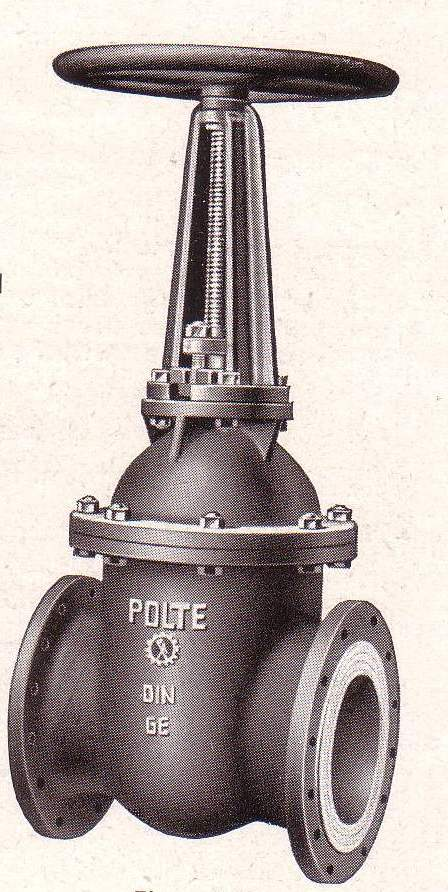
Hochdruck-Gasschieber aus Gusseisen mit zylindrischem Gehäuse und Bockaufsatz (Spindel und Handrad steigend), Höhe bis 2,20 Meter
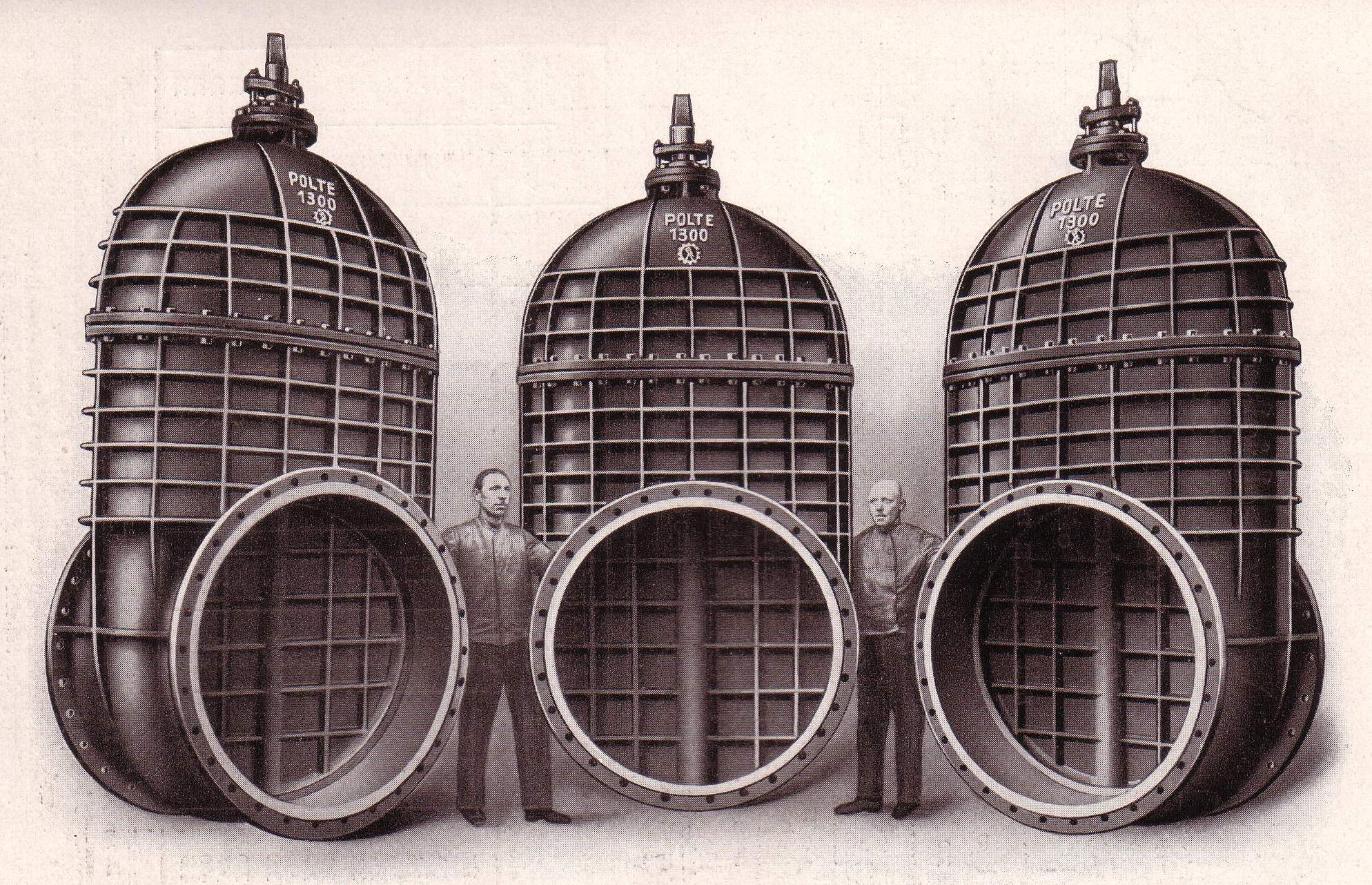
Große Wasserabsperrschieber (1300 mm), gefertigt für ein ausländisches Wasserwerk
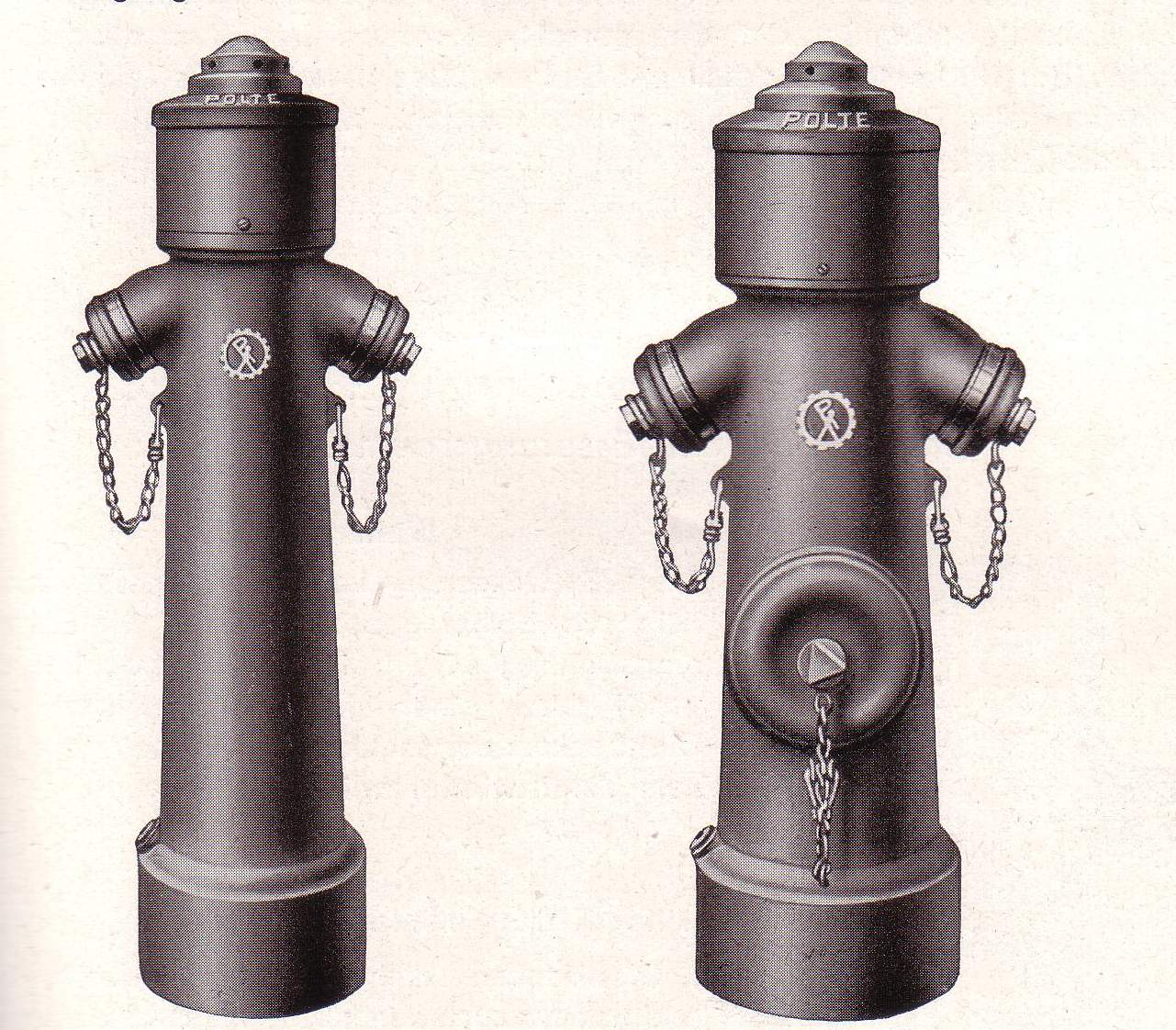
Überflur-Hydranten mit zwei seitlichen Abgängen mit Druckkupplungen für 52er und 75er Schläuche und unterem Kraftspritzenabgang (75er und 100er Schläuche)

#### Zubehör und sonstige Armaturen
Die Angebotspalette wurde vervollständigt durch diverse Klein- und Zusatzteile: Handräder, Einbaugarnituren, Bockaufsätze, Antriebsvorrichtungen, Säulenständer, Zeigerwerke, Wassertassen, Teilkästen, Schlamm- und Entlüftungskästen mit Entlüftungsvorrichtungen und Spülventil, Spund- oder Streifkästen, Rückschlagklappen für Nieder- und Hochdruck, aus Gusseisen und Stahlguss, Klappenverschlüsse, Drosselklappen, Kompensations-Stopfbuchsen, Schlauchverschraubungen, Brunnen, Zentral-, Schacht- und Gartenhydranten, Wasserschlossausrüstungen, wie Drosselabsperrklappen, Wasserstandsarmaturen und Manometer und Anbohrschellen.
Außerdem wurden Straßenkappen, Schachtabdeckungen, Gieß-Ringe, Hilfsmuffen, Schieberansatzstücke sowie Zubehör für die Rohrverlegung, Grau- und Spezialguss für allgemeine und besondere Bedarfsfälle, Formstücke, Dampf-, Wasser-, Gas- und Luftleitungen sowie Einlaufseiher angeboten.

#### Weblink

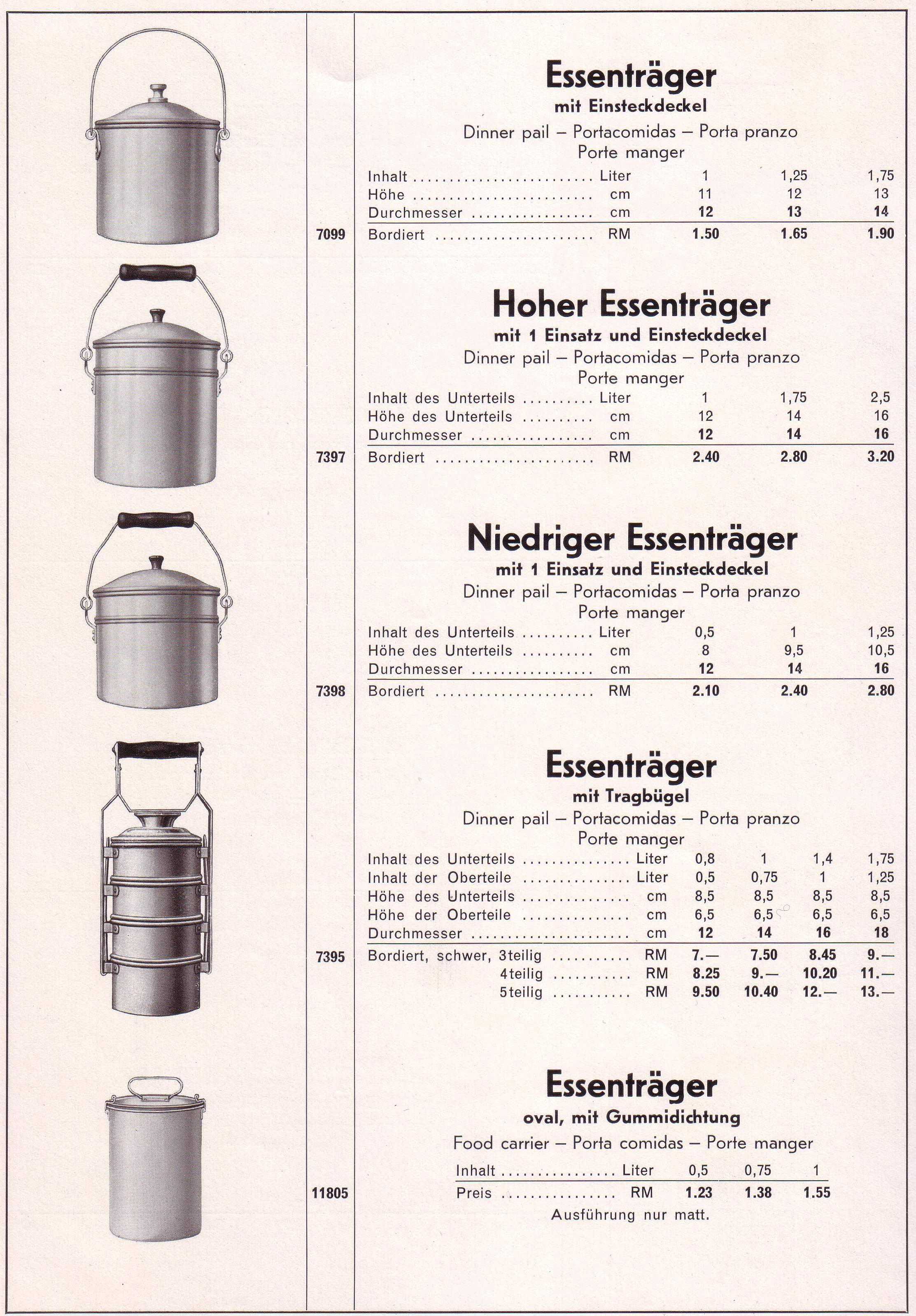
Diverse Essenträger, Angebot der Preisliste Nr. 15 der Polte Aluminiumwerke

### Haushaltswaren
Die Herstellung von kleinteiligen Aluminiumprodukten spielte besonders nach dem Ersten Weltkrieg im Rahmen der Umstellung auf „Friedensproduktion“ eine bedeutende Rolle. Das Produktverzeichnis Polte Aluminium, Liste Nr. 15 für Rein-Aluminium Haus- und Küchengeräte etwa von 1935 verzeichnet ein weites Angebotsspektrum.
Als Küchenzubehör wurden angeboten: Schmor-, Fleisch-, Bauch- und Suppentöpfe sowie Topfdeckel und Auflegeringe. Wasser- und Flötenkessel, Kartoffeldämpfer, Maschinentöpfe, Milchkocher und Pentolen sowie Turmkocher und Schlesische Bratpfannen. Niedrige, halbhohe, konische und belgische Kasserollen wie auch niedrige und halbhohe Stilkasserollen. Fisch- und Spargelkocher, Sächsische Kaffeekocher, Omelette- und Setzeierpfannen. Daneben Teig-, Küchen- und Schmalzschüsseln sowie Bouillon- und Suppensiebe. Auch Durchschläge, Salat- und Gemüseseiher, diverse Trichter, Eierteiler und Pressen.
Für den Esstisch wurden Weinkühler, Gemüse- und Suppenschüsseln, Butterdosen, Milchkannen und Perkolatoren, Kaffee- und Teekannen mit Kaffee- und Teesieben produziert. Außerdem Schöpf-, Saucen- und Schaumlöffel sowie Trinkbecher. Im Bereich Außenverpflegung umfasste die Produktion außerdem hohe und niedrige Essenträger, Frühstücks- und Proviantdosen.
Schließlich gab es Tabletts und Küchengarnituren (wie Bürsten- oder Fettlöffelbleche, Zwiebelbehälter und Brotkörbe) sowie Wäschesprenger und Seifendosen.

### Rüstungsprodukte
In den Polte-Werken wurden sämtliche Sorten von Pistolen- und Infanteriemunition hergestellt (Ausnahme: Kleinkaliber-Munition). Das verwendete Pulver und die Zündhütchen wurden vom OKH gestellt. Darüber hinaus wurde auch 20-mm-Munition komplett produziert, ebenfalls unter Zulieferung der Zünder durch das Heer. Bei Spreng- und Panzergranaten wurden Geschosskaliber von 13 mm bis 37 mm geliefert, jedoch ohne Zünder und Sprengsatz.
Es wurden Artillerie-Kartuschen und Patronenhülsen aller Kaliber ohne Zündschrauben sowie Kartuschhülsendeckel hergestellt. Außerdem Infanterie- und Artillerie-Munitionsmaschinen, Rekalibriermaschinen sowie Werkzeuge und Lehren. Schließlich wurden auch Munitionskisten, Abwurfbehälter und Antennen-Isolatoren für die Luftwaffe ausgeliefert.
Eine weitere Produktgruppe war Jagdmunition. Hier wurden unter anderem Messing-Schrothülsen für Kaliber 12 und 16 mit patentgeschützten Papp-Verschlusshütchen für rauchloses Flintenpulver angeboten. Diese Hülsen wurden Selbstladern angeboten, die die Hülsen bis zu 50-mal wiederbenutzen konnten.

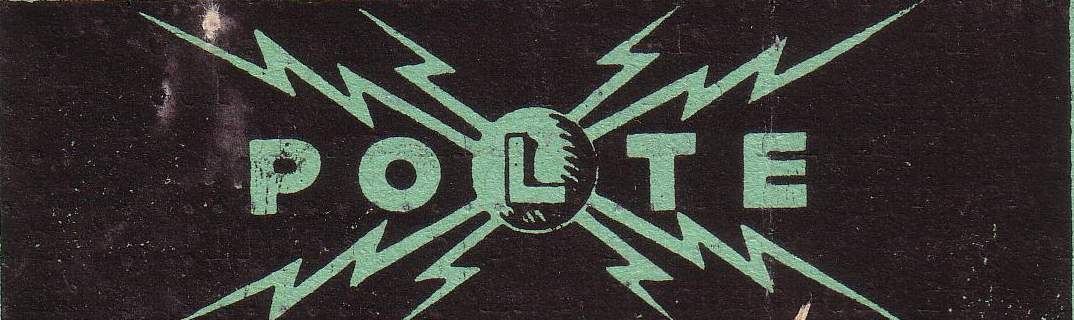
Logo, verwendet im Jagdpatronen-Vertrieb

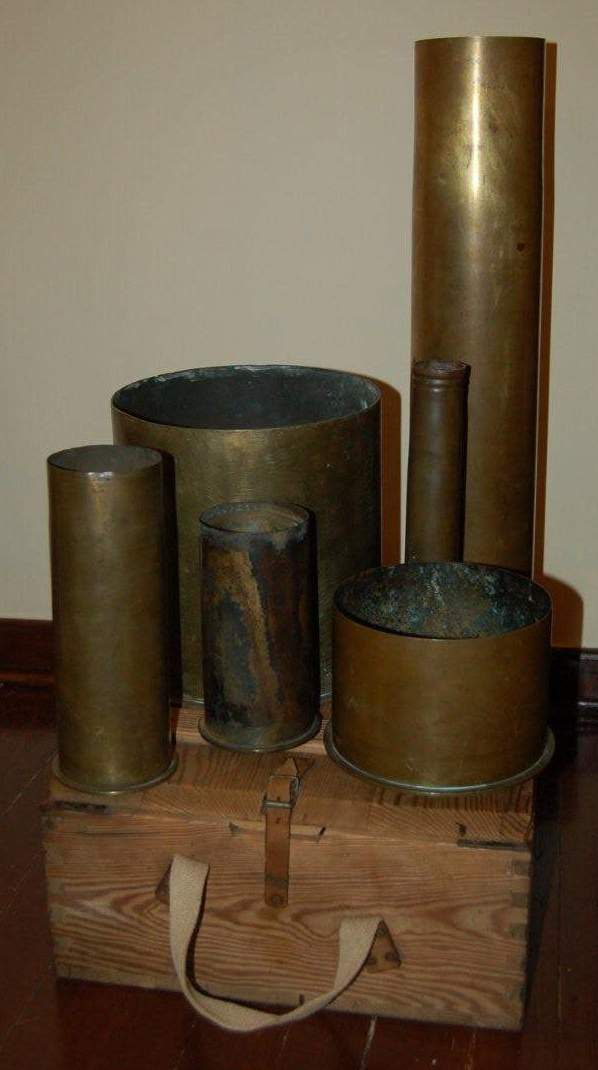
Gebrauchte Geschosshülsen unterschiedlicher Kaliber auf einer Polte-Munitionskiste

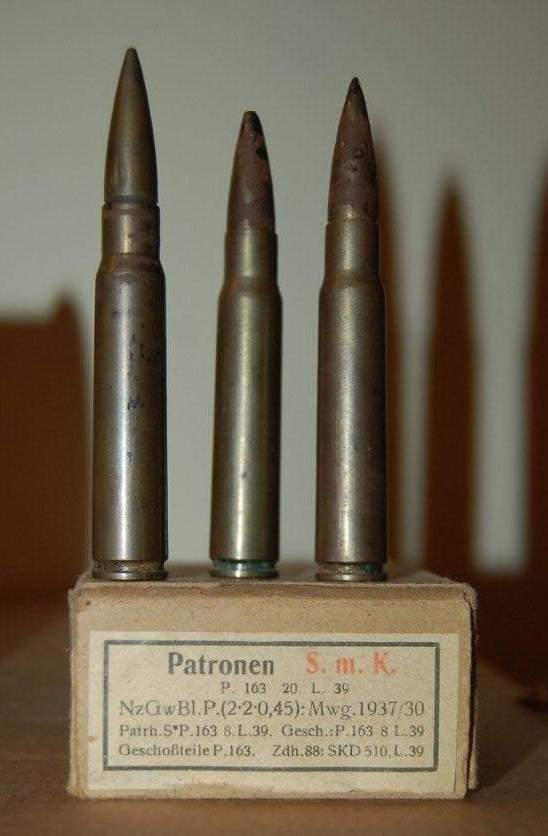
Infanteriemunition auf einer Polte-Patronenschachtel

#### Die „Poltepatrone“
Als „Poltepatrone“ wurde die Maschinen-Karabiner-Patrone „S“ (M.Kb.Patr."S"), später auch als Pistolenpatrone 43 m. E. oder Kurzpatrone 43 m. E. bezeichnet, bekannt. Es handelte sich um eine zumeist in Maschinenkarabinern oder Sturmgewehren verwendete Gewehrpatrone im Kaliber 7,92 × 33 mm (Geschossdurchmesser × Hülsenlänge) mit einem Hülsenbodendurchmesser von 11,94 mm. Sie basierte auf einer Polte-Entwicklung von 1939, damals noch mit einer 45-mm-Hülse (Kaliber 7,9 × 45 mm). Nach verschiedenen vom Heereswaffenamt vorgegebenen Änderungen an der Geschoss- und Patronenform sowie dem Herstellungsverfahren konnte die Patrone 1942 in Massenfertigung gehen. Sie wurde in den folgenden Jahren zur Standardpatrone für das Haenel-Sturmgewehr 44 und später für das kaum mehr zum Einsatz gelangte Volkssturmgewehr Spezial.
Die Hülsen der Patronen bestanden aus Stahl mit niedrigem Kohlenstoffgehalt und waren zum Schutz gegen Korrosion mit einer Tauchlackierung überzogen. Die Patrone hatte eine Masse von 17 Gramm, auf das Geschoss entfielen davon 8,1 Gramm. Das Geschoss hatte eine Bleifüllung mit einem Stahlkern und wurde mit Stahl ummantelt. Die Stahlmanteloberfläche war mit Tombak oder mit Kupfernickel plattiert. Als Treibladung wurde 1,58 Gramm Pulver mit der Bezeichnung Nz.R.P.(1 × 08/0,2) eingesetzt. Anfangs hatte man die Zündhütchen Nr. 88 aus Messing verwendet, später wurde auf Hütchen (Nr. 30/40) aus verzinktem Stahl mit einer blauen Ringfuge umgestellt.

#### Prägestempel, Bodenstempel
Die Kennzeichnung der von den Polte-Werken hergestellten Munition richtete sich nach jeweils aktuellen Vorschriften für Kriegsmaterial. So wurden bis 1934 der Name des Herstellers und das Produktionsjahr unverschlüsselt auf Hülsen- und Kartuschenböden geprägt. Mit dem Beginn der heimlichen Aufrüstung wurden die Produkte zur Verschleierung des Herstellers und des Produktionsjahres mit einem S-Code gekennzeichnet. Die Beibehaltung einer Kennzeichnung war aus Gründen der Qualitätssicherung (und später der Sabotage-Identifizierung) notwendig, allerdings sollte Feinden die Bestimmung der Produktionseinheiten erschwert werden. Ab 1936 wurde der Code so geändert, dass das Herstellungsjahr wieder unverschlüsselt geprägt wurde. Seit 1938 wurde der S-Code durch einen Nummerncode ersetzt. 1940 wurde auch diese Codierung des Herstellers in einen bis dreistelligen Buchstabencode geändert, der bis zum Ende des Krieges verwendet wurde.
Herstellercodes im Nummernsystem (1938–1940)
- P = Polte OHG, Werk Magdeburg
- P154 = Polte OHG, Werk Grüneberg (Nordbahn)
- P186 = Metallwerk Wolfenbüttel GmbH
- P207 = Metallwerk Odertal GmbH
- P345 = Silva Metallwerke GmbH, Werk Genthin
- P414 = Silva Metallwerke GmbH, Werk Magdeburg-Neustadt

Herstellercodes im Buchstabensystem (ab dem Jahre 1940)
- anz = Maschinen- und Armaturenfabrik AG, Magdeburg-Buckau
- aux = Polte-Werk, Magdeburg
- auy = Polte OHG, Werk Grüneberg (Nordbahn)
- auz = OHG Polte, Werk Arnstadt
- avt = Silva-Metallwerke GmbH, Werk Magdeburg-Neustadt
- avu = Silva-Metallwerke GmbH, Werk Genthin
- bne = Metallwerk Odertal GmbH
- bnf = Metallwerk Wolfenbüttel GmbH
- fuu = Maschinen- und Armaturenfabrik AG, Magdeburg-Buckau (Alternativ-Verwendung)
- htg = OHG Polte, Werk Duderstadt
- thg = OHG Polte, Werk Duderstadt (Alternativ-Verwendung)

Es kam bei der Kooperationen von Herstellern auch zur Verwendung von vierstelligen Kombinationen. So steht die Prägung pcdp vermutlich für eine Patrone, deren Hülse bei den Polte-Werken (Code: p) gefertigt wurde, die aber bei der Waffen- und Munitionsfabrik Theodor Bergmann & Co. in Bernau bei Berlin (Code: cdp) gefüllt wurde.

## Soziales Engagement
Bereits unter dem Firmengründer Eugen Polte waren in den Polte-Werken viele soziale Einrichtungen geschaffen worden. So hatte er eine Betriebskrankenkasse gegründet, eine Werkssparkasse sowie Alters- und Unterstützungsfonds initiiert. Eine Leihbibliothek für Mitarbeiter war unter ihm geschaffen worden.
Auch nach dem Tode Poltes wurden der Belegschaft soziale Leistungen zuteil. Die sanitären Einrichtungen der Magdeburger Polte-Werke galten in den 1930er Jahren vorbildlich. Neben einer sogenannten „Badeanstalt“ mit Duschen und Badewannen gab es verschiedene moderne Garderoben- und Aufenthaltsräume, Küchen und Kantinen, Esssäle und Unterrichts- bzw. Unterhaltungseinrichtungen wie einen Raum für Filmvorführungen. Die Arbeitsplätze waren hell und zweckmäßig ausgestattet, so eine Jubiläumsschrift des Unternehmens.

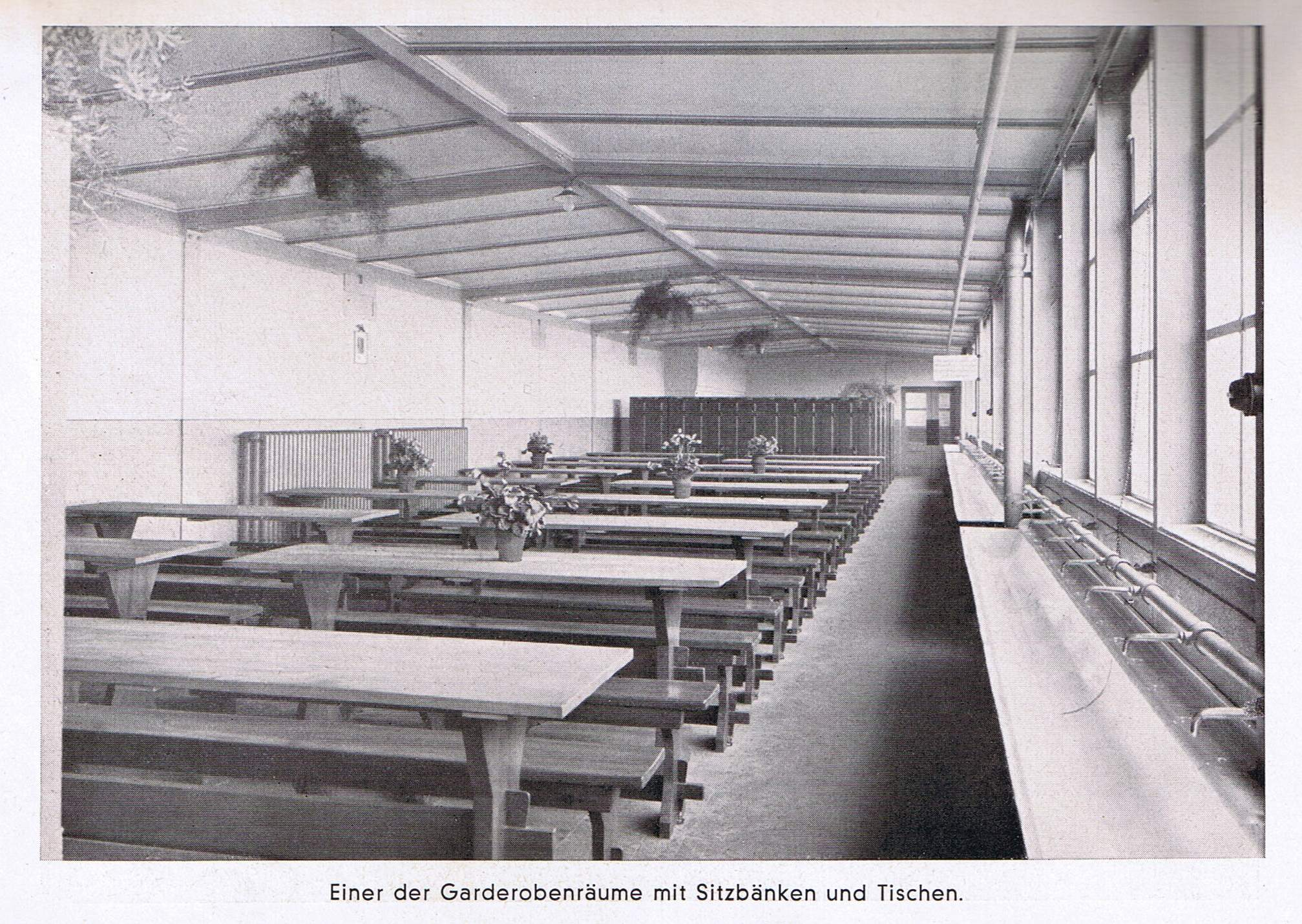
„Garderobenraum“ mit Sitzbänken, Tischen und Waschgelegenheit
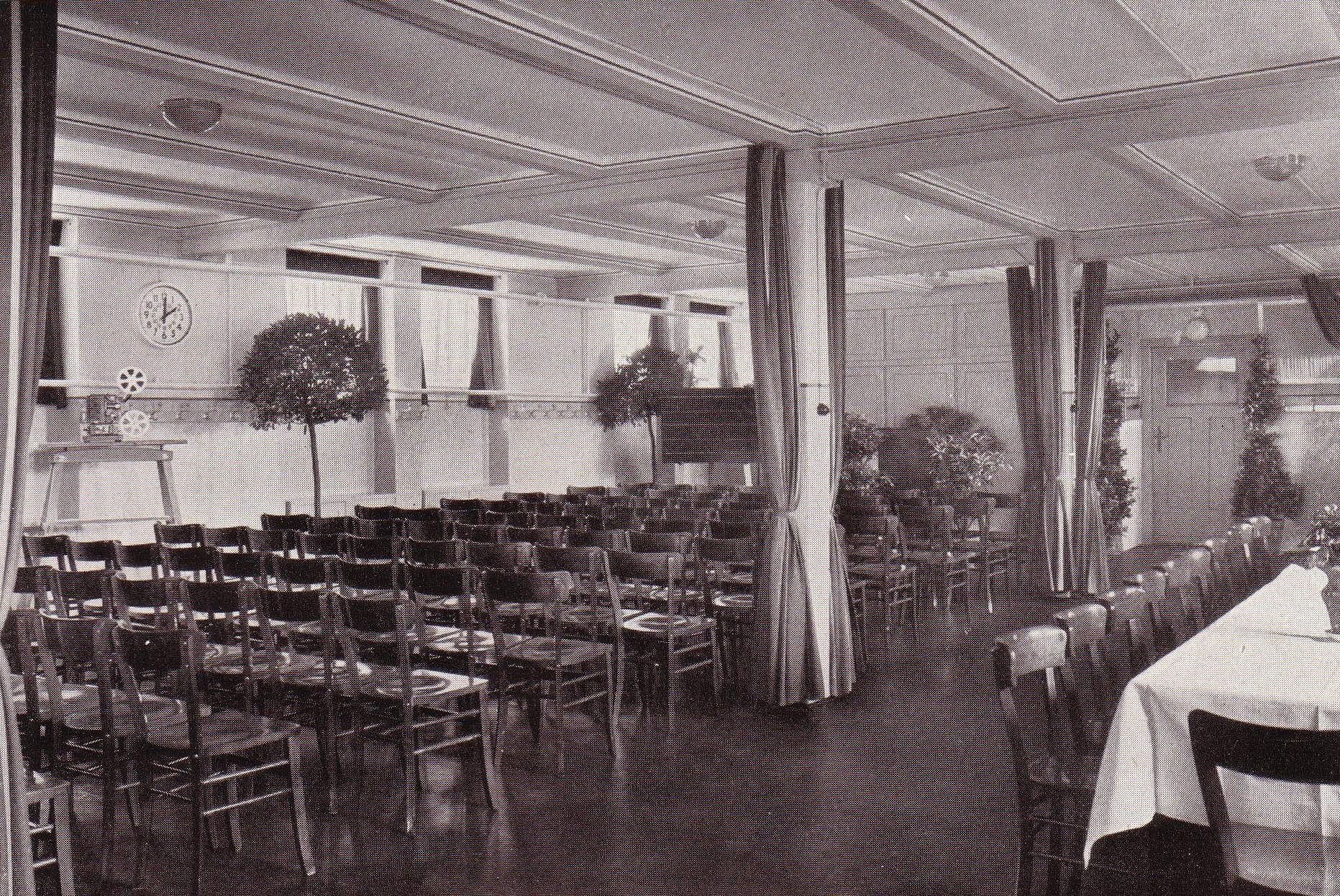
Unterrichts- und Unterhaltungsraum für Kino- und Bildwerfer-Vorführungen
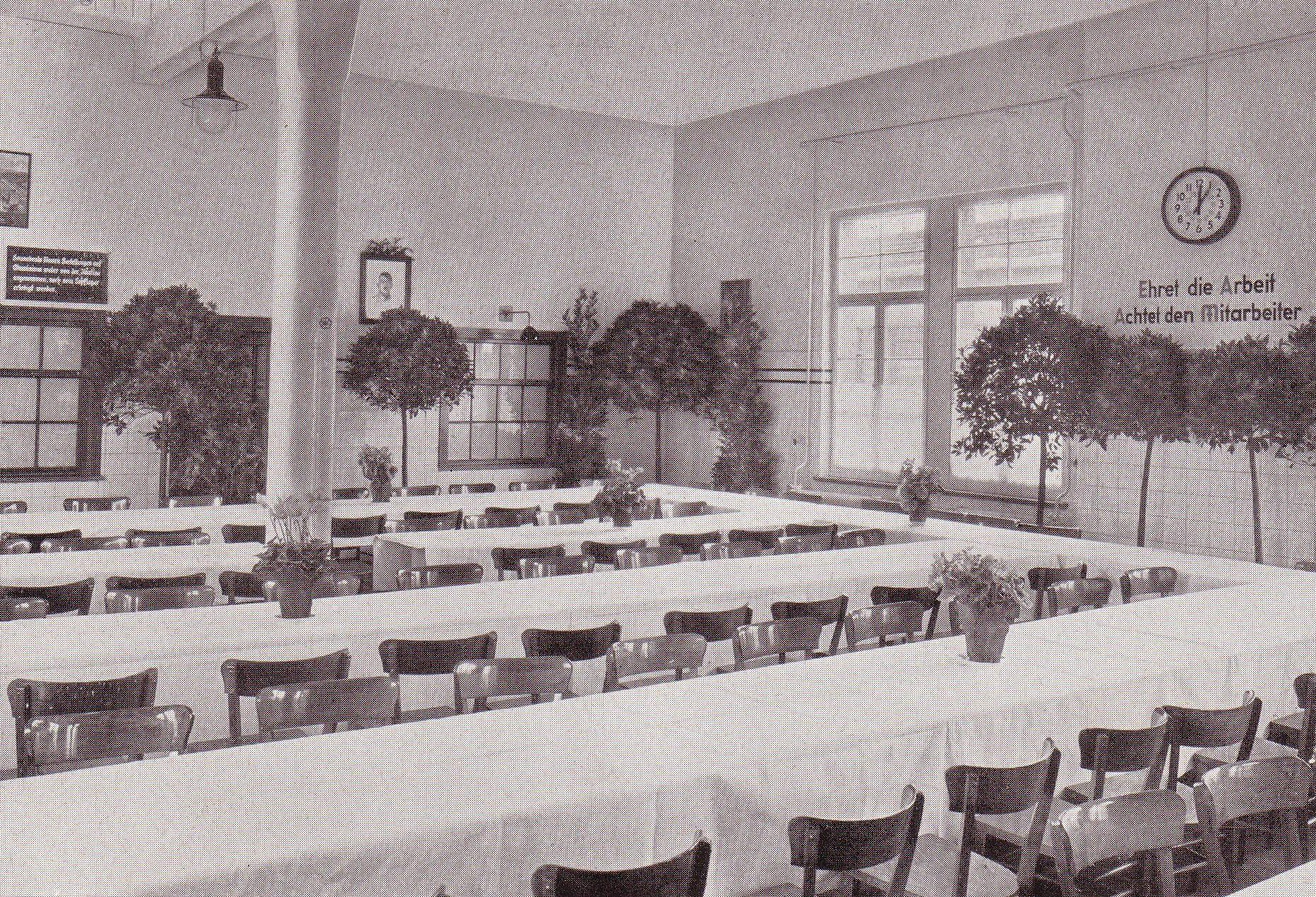
Ess- und Veranstaltungsraum mit Sitzplätzen für 130 Personen
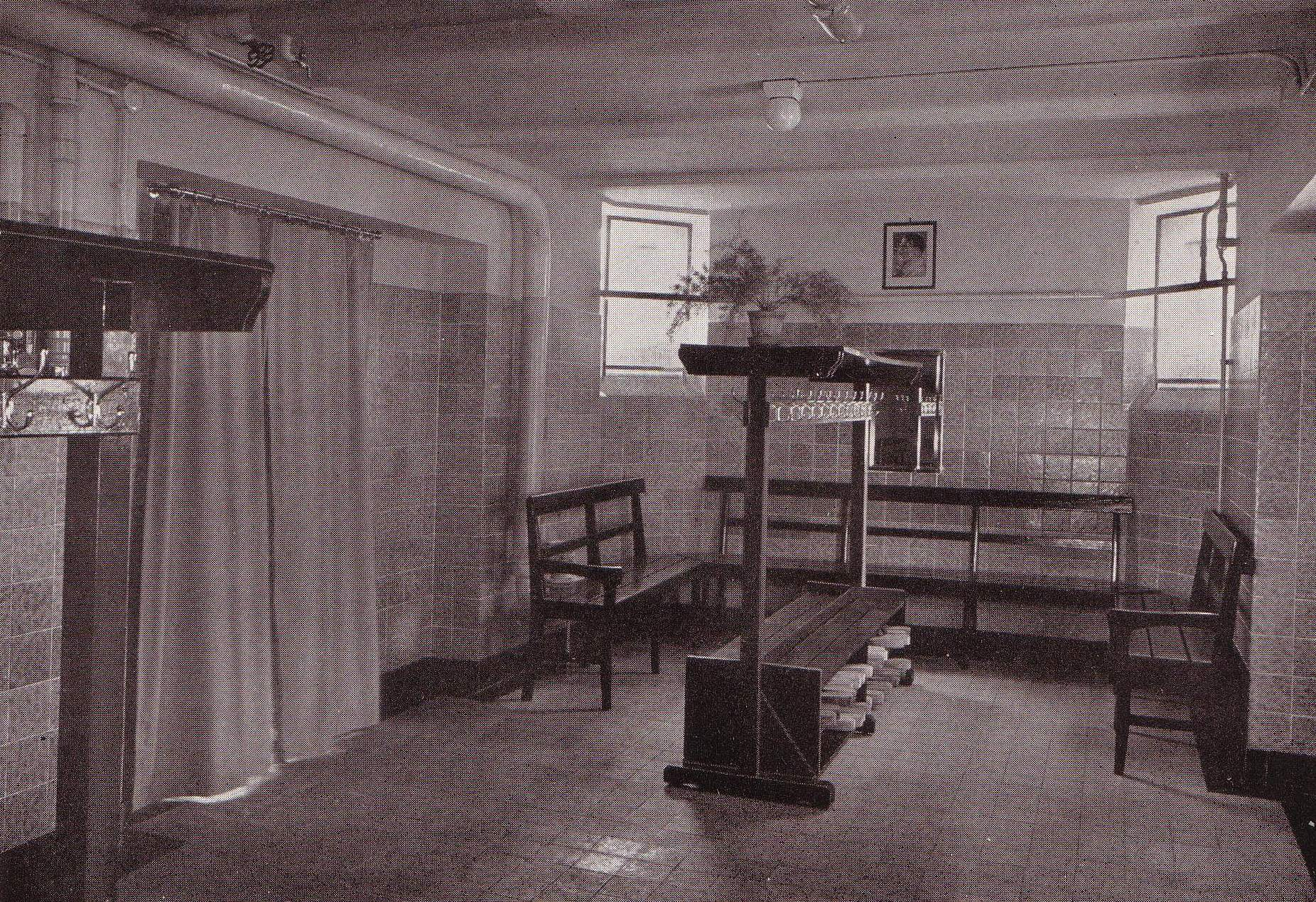
Ankleideraum zur werkseigenen Badeanstalt

Die Polte-Werke hatten neben einer eigenen Feuerwehr auch Unfallstationen, außerdem gab es ein eigenes Krankenrevier mit 104 Betten sowie eine Säuglings- und Kinderstation. Die Geschäftsleitung förderte nicht nur die fachliche, sondern auch die sportliche Ausbildung der Jugend. Auch Genesungsverschickungen in Heime an der Ostsee und in die Heide waren üblich.
Den eigens geschaffenen Amateurzirkus des Werkes porträtiert die Filmdokumentation Charlie & Co (1964).

## KZ-Außenlager für die Polte-Werke
An verschiedenen Standorten der Polte-Werke wurden ab 1943 KZ-Häftlinge in der Produktion eingesetzt. Sie hatten in der Regenerierung gebrauchter Hülsen, bei der Produktion neuer Munition, in der Lackiererei und Galvanisierung wie in der Lagerhaltung/Verladung zu arbeiten. Einige Häftlinge wurden auch in Werkskantinen oder Lagerküchen beschäftigt. Die Arbeit fand normalerweise in zwei Schichten zu je zwölf Stunden statt. Die Häftlinge mussten zumeist im Akkord arbeiten. Neben Schlägen vom KZ-Aufsichtspersonal kam es auch zu Misshandlungen durch deutsche Arbeiter und Meister (welche die fachlichen Vorgesetzten der Häftlinge waren). Arbeitsunfähige wurden in die jeweiligen KZ-Mutterlager zurückgeschickt. Es kam zu zahlreichen Todesfällen durch Unterernährung, Krankheiten, Erfrierungen oder Ermordung (in den Lagern) durch Aufsichtspersonal oder die SS.
KZ-Außenlager gab es bei den Polte-Hauptwerken in Magdeburg-Stadtfeld (je eines für Frauen und Männer), sowie bei durch Polte betriebenen Werken in Duderstadt, Genthin, Grüneberg, Seehausen und Arnstadt (Rudisleben).

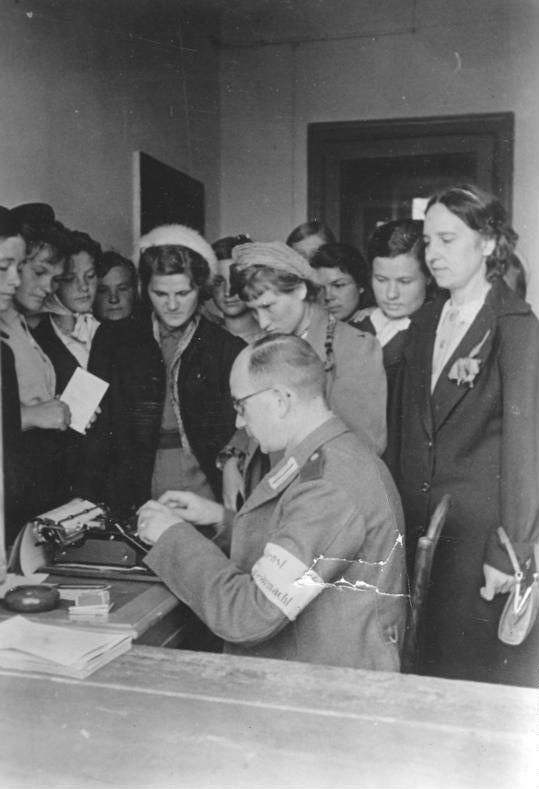
Ukrainische Frauen zur Musterung zum Einsatz in deutschen Rüstungsunternehmen

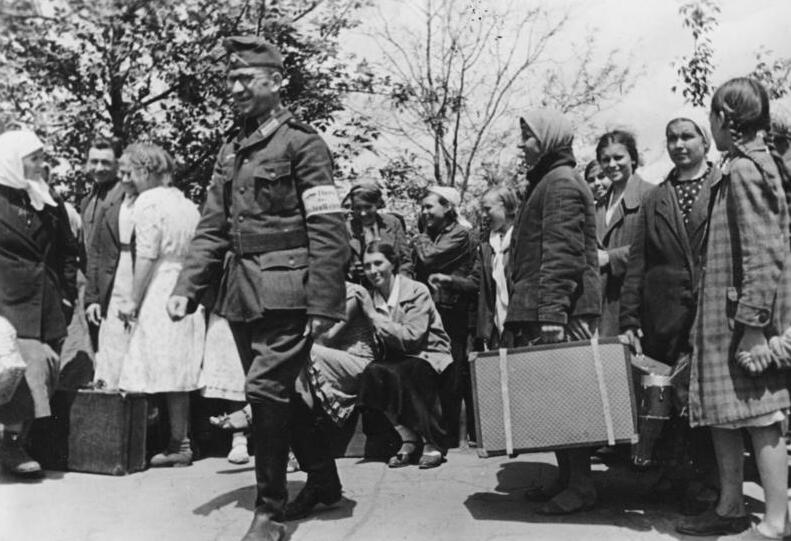
Ukrainische Zwangsarbeiter bei der Abreise nach Deutschland

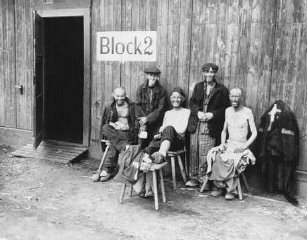
Arbeiter eines KZ-Außenlagers

### Magdeburg, Frauenlager in Stadtfeld
Ein Außenlager des KZ Buchenwald für Frauen wurde am 14. Juni 1944 für die Polte-Werke in unmittelbarer Nähe des Werkes II (gegenüber dessen Haupttor) in der heutigen Liebknechtstraße eingerichtet. Es umfasste eine mit Sperranlagen eingezäunte Fläche von rund 15.000 Quadratmetern, war vermutlich aus Sichtschutzgründen auch noch durch einen hohen Holzzaun umgeben und bestand bis zum 13. April 1945. Es handelte sich um eines von mehreren Außenkommandos des Buchenwalder KZs in Magdeburg. So hatte es bereits 1943 an der Frankestraße im Zentrum Magdeburgs ein Lager gegeben – eingerichtet für die Ferngasversorgung Provinz Sachsen-Thüringen AG. Ab Juni 1944 bis Februar 1945 wurde für die Braunkohle-Benzin AG in Magdeburg-Rothensee (Heinrichsberger- und Havelstraße) ein Außenlager betrieben, in dem 2.200 ungarische Juden vorwiegend beim Bau von Luftschutzanlagen eingesetzt wurden.
Wahrscheinlich hatten die Polte-Werke im Rahmen der vom Rüstungsministerium forcierten Verwendung von weiblichen KZ-Häftlingen einen entsprechenden Antrag auf Zuweisung beim SS-Standartenführer Gerhard Maurer, dem Chef des Amtes D II (Arbeitseinsatz KZ-Häftlinge) des SS-Wirtschafts-Verwaltungshauptamtes gestellt, der nach seiner Genehmigung an das KZ Ravensbrück weitergeleitet wurde. In der Folge waren das KZ Ravensbrück für die Schaffung der personell-logistischen Voraussetzungen und die Polte-Werke für die Aufbaufinanzierung des Lagers verantwortlich. Betrieben wurde das Lager durch das Buchenwalder KZ.
In dem fertiggestellten Barackenlager in der Magdeburger Liebknechtstraße wurden dann bis zu 3.000 Insassen untergebracht – zunächst vornehmlich nichtjüdische Russinnen und Polinnen, ab November 1944 osteuropäische Jüdinnen aus den KZ Riga-Kaiserwald, Auschwitz, Stutthof und Ravensbrück. Die Frauen wurden überwiegend in verschiedenen Bereichen des benachbarten Hauptwerkes der Polte OHG eingesetzt.
Der Lageralltag war durch unmenschliche Vorschriften und Strafen geprägt. Bei Verstößen wurden die Insassinnen von den SS-Wachmannschaften oder den Aufseherinnen mit Stöcken oder Peitschen geschlagen. Es kam auch zu Isolationshaft (die sogenannte „Bunkerhaft“), Essensentzug und schwerer Folter. Kurz vor der Auflösung des Lagers wurde im April 1945 eine junge Russin vor den angetretenen Häftlingen wegen angeblicher Sabotage an einer Munitionsproduktionsmaschine hingerichtet. Die SS-Personal ließ die Leiche 24 Stunden am Galgen hängen. Aufgrund mangelhafter Einweisung an den Maschinen wie auch der Nichtbeachtung von Sicherheitsvorschriften kam es außerdem regelmäßig zu schwersten Unfällen in der Fabrik. Der Tod von 20 Frauen im Lager ist dokumentiert. Damit hatte das Lager die höchste Sterblichkeitsrate aller Außenlager des KZ Buchenwald'.
Nachdem amerikanische Truppen am 11. April 1945 kurz vor Magdeburg standen, wurde das Lager am 13. April 1945 evakuiert. Die SS deportierte die Häftlinge nach Ravensbrück und Sachsenhausen. Von den inhaftierten Frauen überlebten nur etwa 600 das Kriegsende.
Nach dem Krieg wurde eine Gedenkstätte für das KZ-Außenlager Polte-Magdeburg in der Liebknechtstraße für die Opfer in den beiden KZ-Außenlagern der Magdeburger Polte-Werke errichtet.

## Einzelnachweise und Anmerkungen

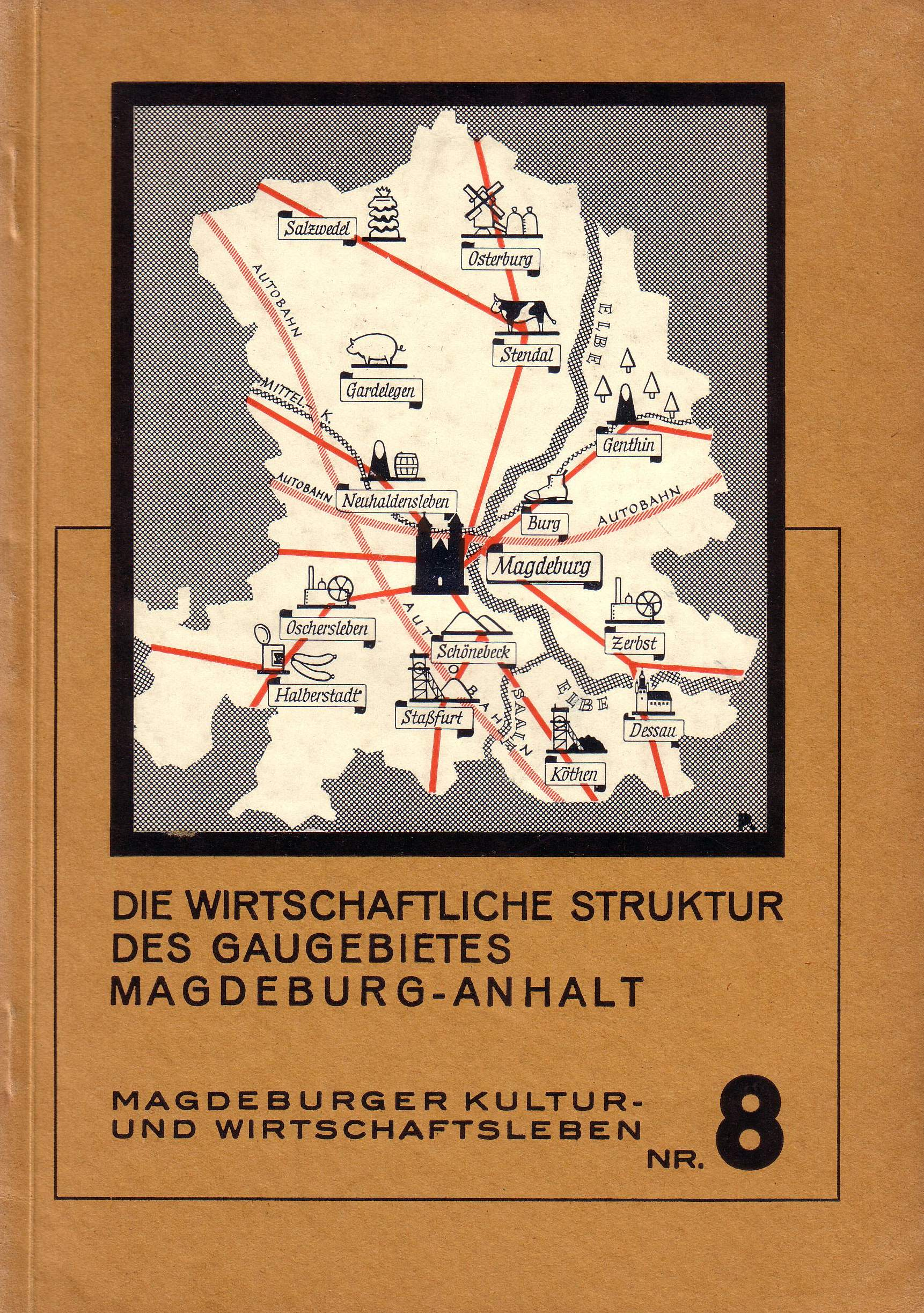
Martin Nathusius, Die wirtschaftliche Struktur des Gaugebietes Magdeburg-Anhalt. In: Schriftenreihe Magdeburger Kultur- und Wirtschaftsleben. Nr. 8, Stadt Magdeburg (Hrsg.), Magdeburg 1936

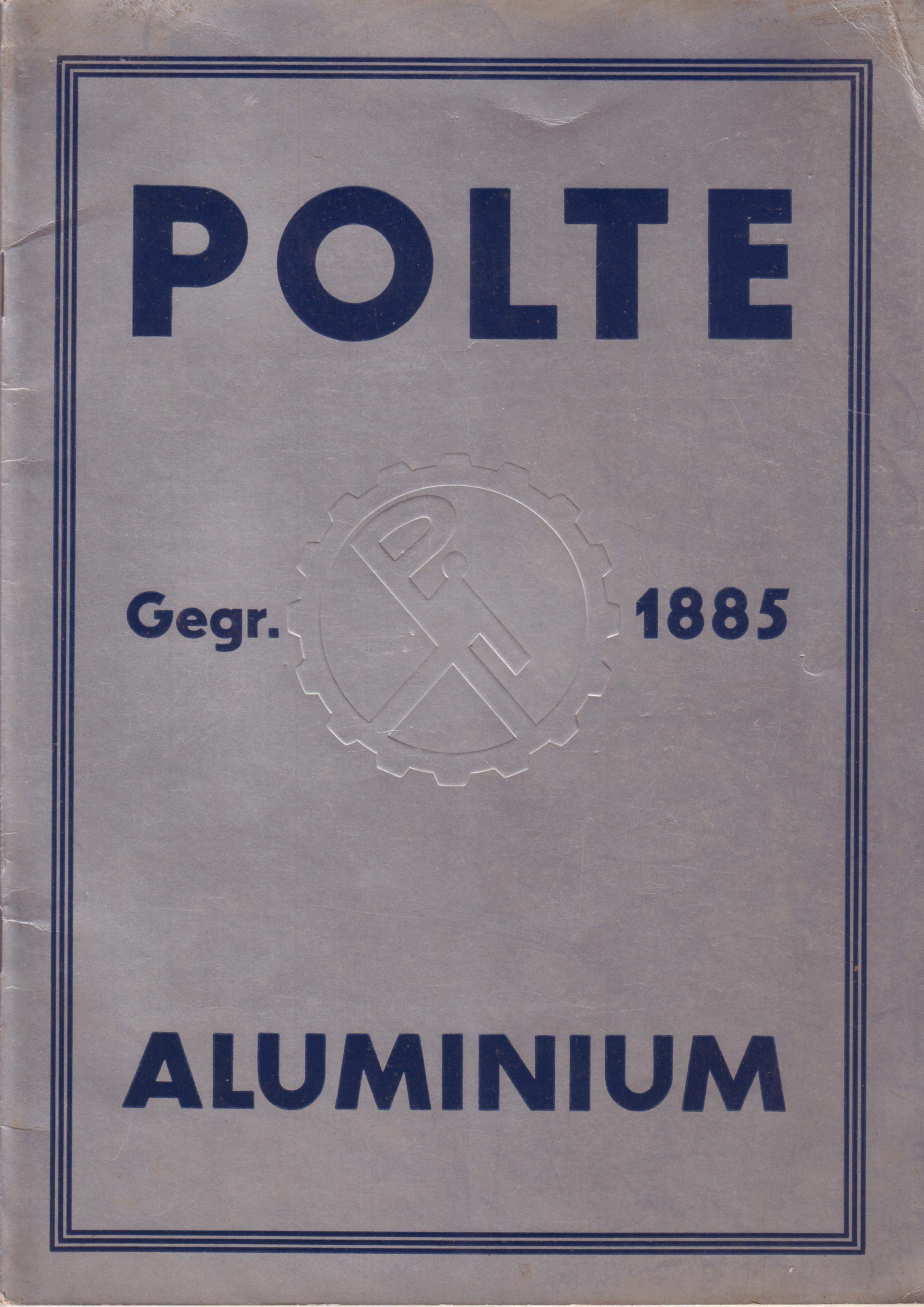
Polte Armaturen- und Maschinenfabrik, Katalog Aluminium-Produkte, Ausgabe ca. 1925 (20 Seiten)

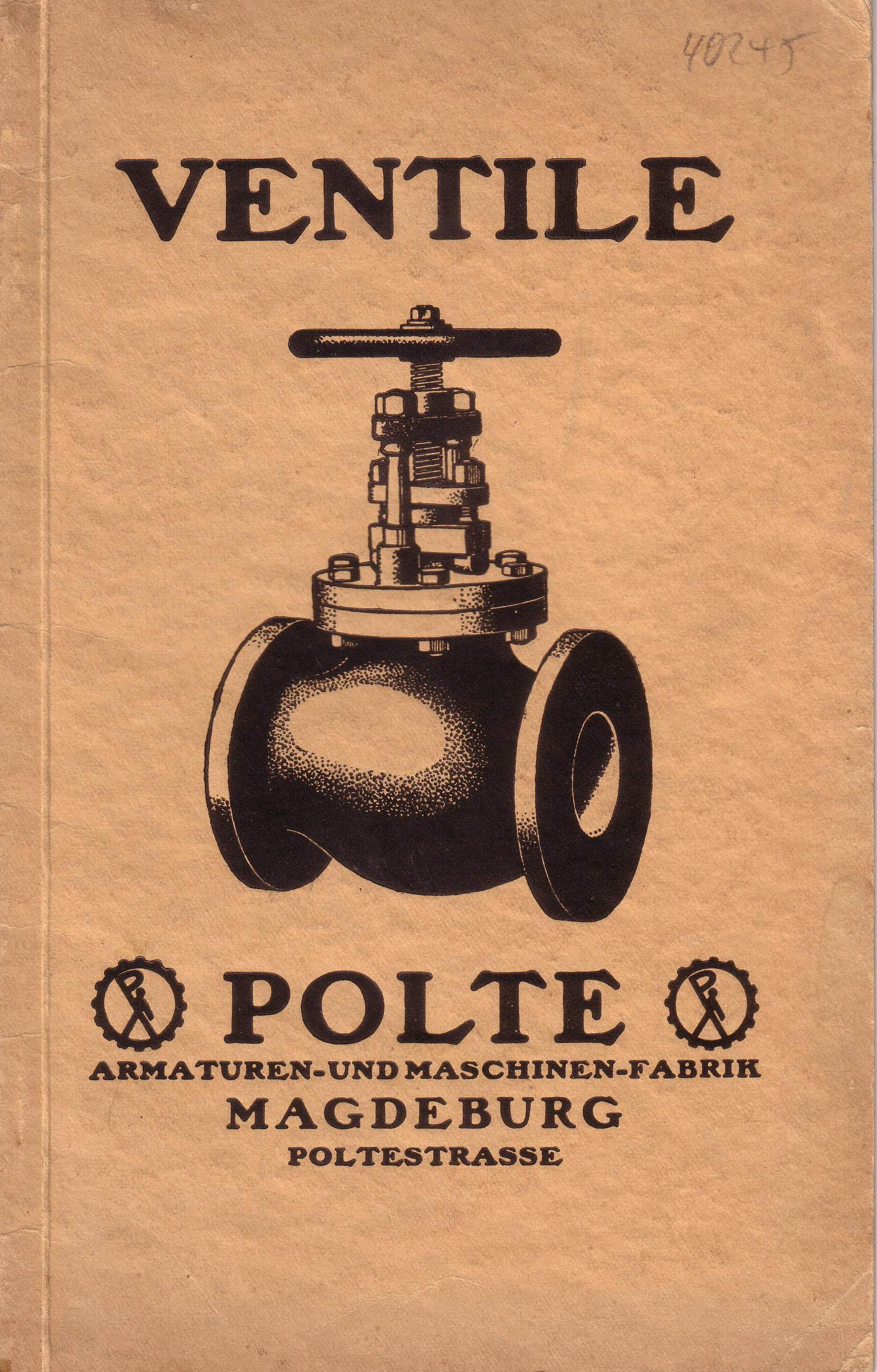
Armaturen- und Maschinenfabrik, Ventile-Katalog, Ausgabe ca. 1930 (34 Seiten)

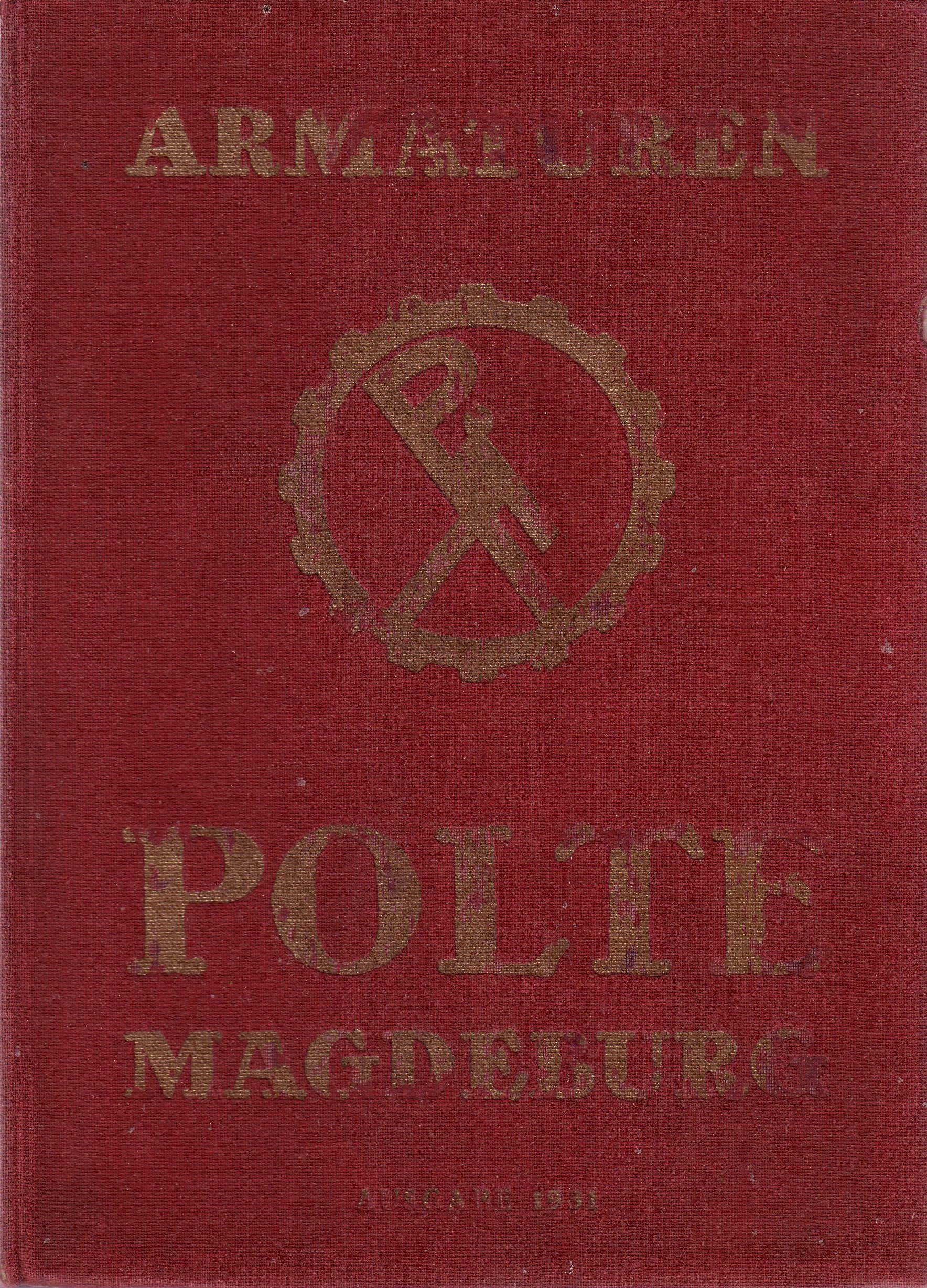
Armaturen- und Maschinenfabrik, Armaturen-Katalog, Ausgabe ca. 1931 (290 Seiten)

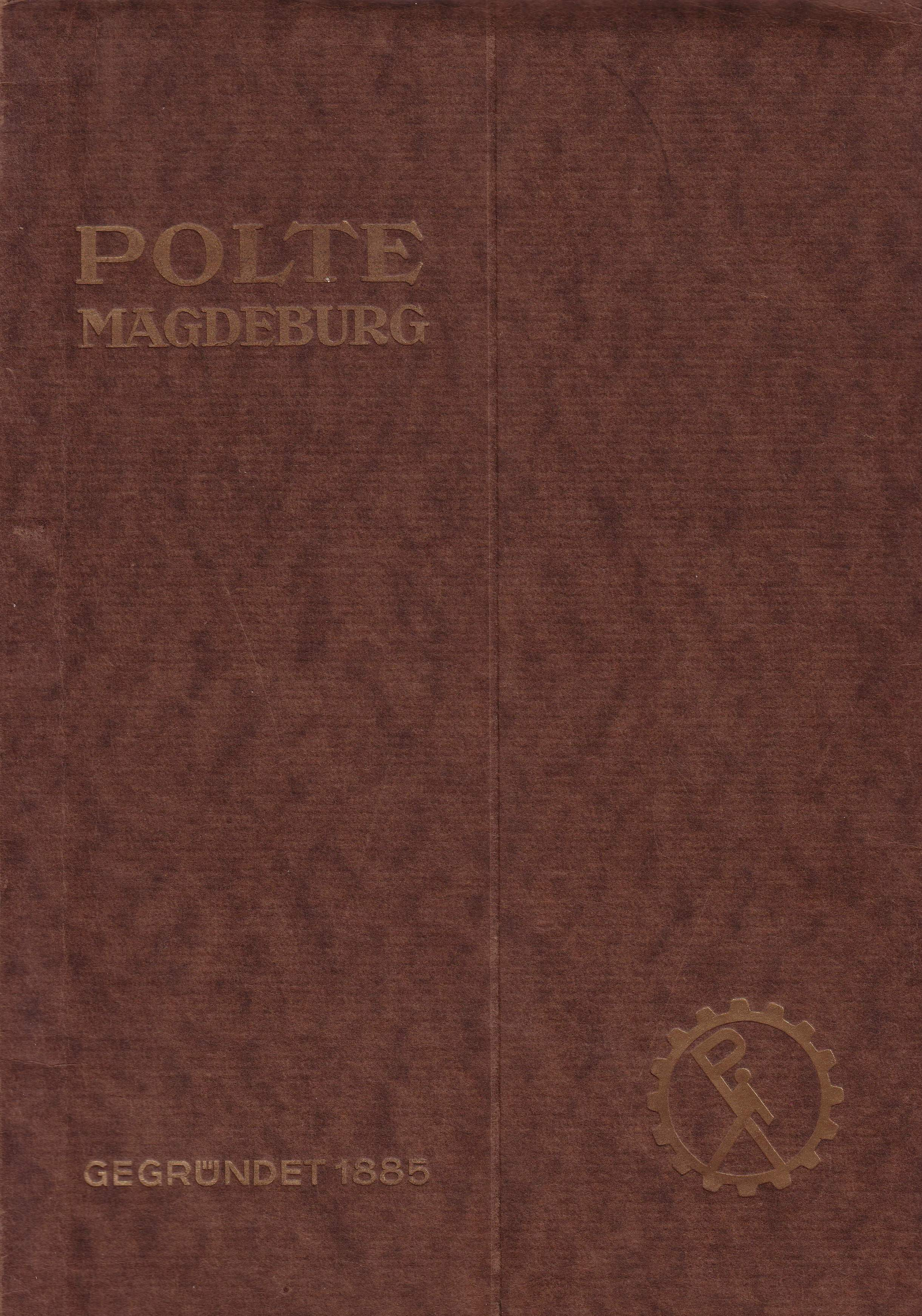
Armaturen- und Maschinenfabrik, großformatiger Armaturen-Katalog, Ausgabe ca. 1931 (ca. 200 Seiten)

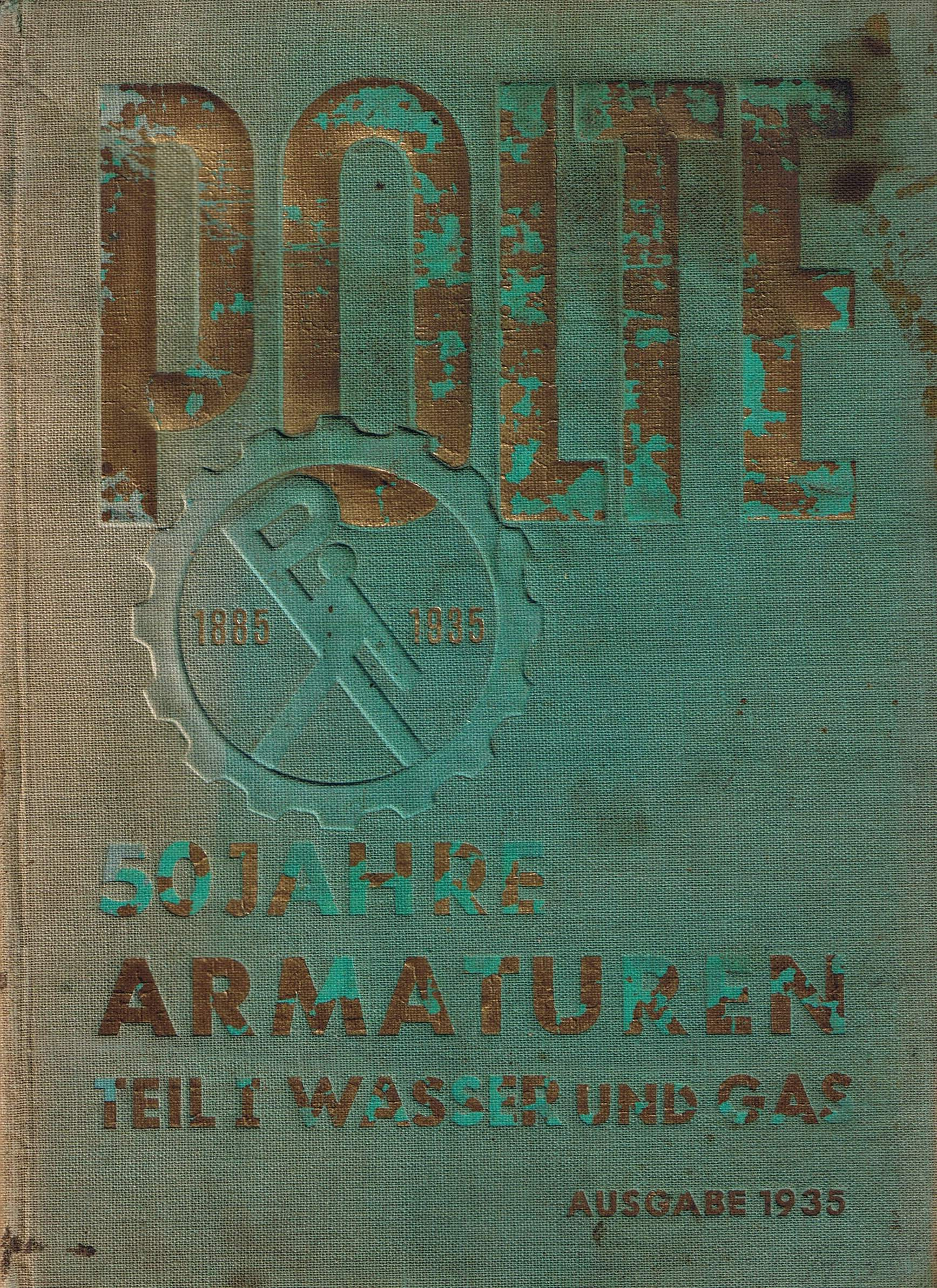
Teilausgabe: Teil I Wasser und Gas des Jubiläumskataloges der Polte-Werke von 1935 (330 Seiten)

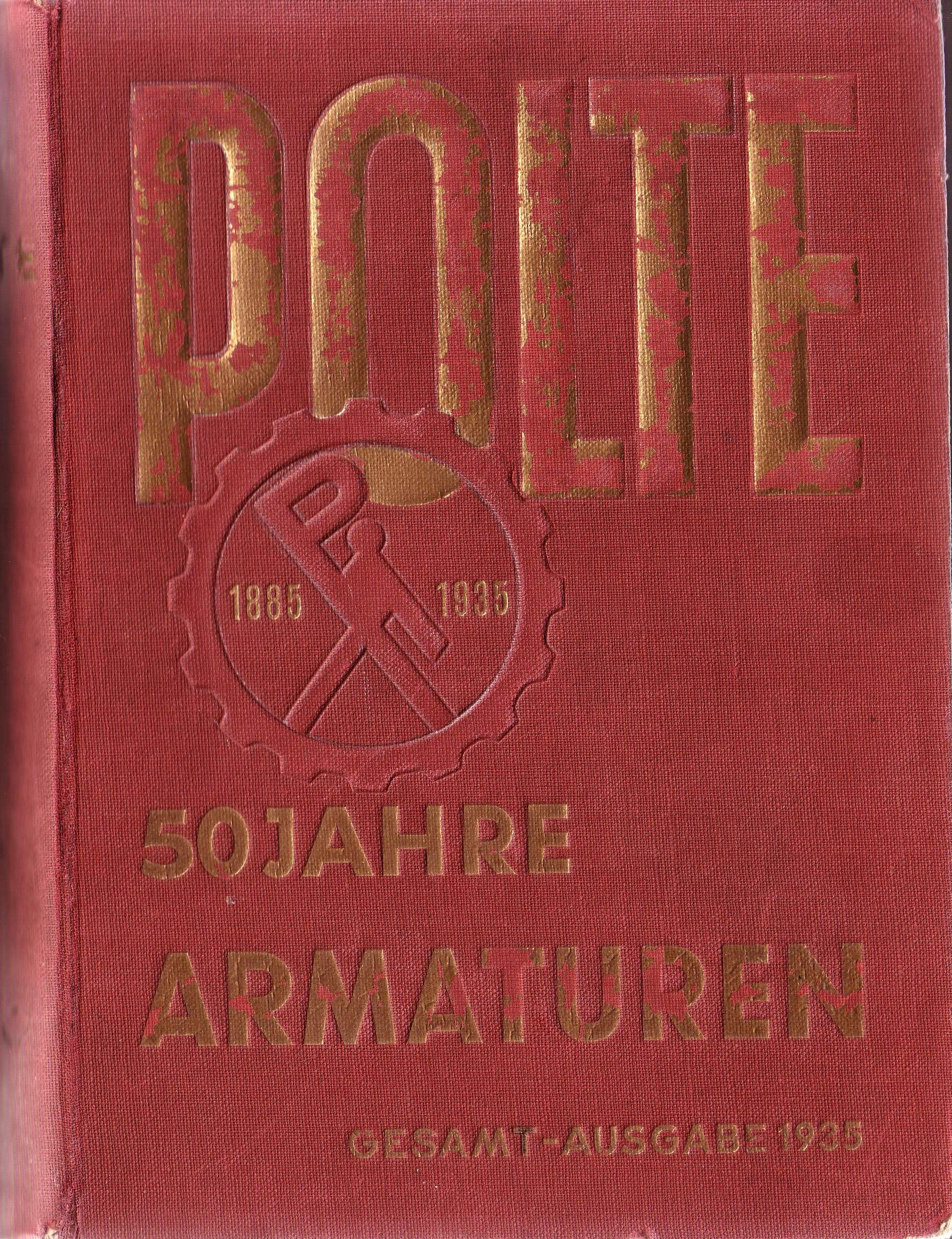
Gesamt-Ausgabe: 50 Jahre Armaturen des Jubiläumskataloges der Polte-Werke von 1935 (606 Seiten)

### Magdeburg, Männerlager in Stadtfeld
Ab dem 3. November 1944 wurde das Frauen-Lager durch ein kleineres für Männer ergänzt. Hier waren etwa 600 jüdische Männer und wohl auch einige sowjetische und polnische Kriegsgefangene untergebracht. Einer der Insassen war der überlebende spätere Künstler Boris Lurie. Im Monat Dezember 1944 war von den Polte-Werken für den Einsatz von Arbeitern und Arbeiterinnen der beiden Magdeburger KZ-Außenkommandos ein Betrag von 278.972 Reichsmark an das Stammlager Buchenwald zu zahlen.

### Duderstadt, Lager Steinhoff
Zunächst hatte es beim Duderstädter Polte-Werk ein Zwangsarbeiterlager „Am Euzenberg“ gegeben. Wegen der Zunahme an zwangsverpflichteten Arbeitern wurde ab 1942 ein mit Stacheldraht umgebendes Lager für Zwangsarbeiter und Kriegsgefangene auf dem ehemaligen Fußballplatz „Am Westerborn“ errichtet, das 1943 in Betrieb genommen wurde.
Ab November 1944 wurden auch rund 750 vorwiegend ungarische Jüdinnen aus dem KZ Bergen-Belsen (vorher bereits vom KZ Auschwitz für den Arbeitseinsatz im Reich selektiert) im Polte-Werke eingesetzt. Deren mit Stacheldraht und Elektrozaun abgesichertes Barackenlager („Lager Steinhoff“) befand sich in unmittelbarer Nähe des Werkes auf dem Gelände der ehemaligen Möbelfabrik Steinhoff. Bewacht wurden die Frauen von Aufseherinnen aus der Region des Eichsfeldes, die im KZ Ravensbrück ausgebildet worden waren. Pro Häftling und Arbeitstag zahlten die Polte-Werke dem KZ-Stammlager 4 Reichsmark. Für den Monat Dezember 1944 hatten die Polte-Werke für die in Duderstadt eingesetzten Frauen einen Betrag von 90.108 Reichsmark zu entrichten. Das Lager wurde verhältnismäßig ordentlich geführt, die Lagerkommandanten waren SS-Oberscharführer Arno Reißig und SS-Hauptscharführer Eduard Jansen. Es gab etwa 15 SS-Wachposten und 18 Aufseherinnen aus der Belegschaft. Vier Frauen und ein neugeborenes Kind verstarben während der knapp sechsmonatigen Lagernutzung. Bevor alliierte Truppen am 9. April 1945 Duderstadt besetzten, wurde das Lager „evakuiert“. Ein dreiwöchiger Marsch (per LKW, Bahn und zu Fuß) der Häftlinge endete am 26. April 1945 im KZ Theresienstadt.
Nach dem Krieg wurden die Baracken kurzfristig als Lager genutzt, danach abgerissen und es befindet sich jetzt dort ein Gewerbegebiet. Gedenksteine erinnern an das Außenlager.

### Grüneberg, Silva Metallwerk
Das erste Außenlager für KZ-Häftlinge, das im Auftrag der Polte-Werke errichtet wurde, entstand im Juni 1943 bei der Silva Metallwerk GmbH in Grüneberg (Gemeinde Löwenberger Land). Es handelte sich um ein Außenkommando des Konzentrationslagers Ravensbrück, in dem 1.800 Frauen Zwangsarbeit leisten mussten.
Bereits seit 1938 wurden bei Silva in Genthin deutsche und österreichische Frauen zum Arbeitsdienst im Werk verpflichtet. Ab 1939 wurde ein Lager für Zwangsarbeiter aus den im Krieg besetzten Gebieten errichtet.

### Seehausen
Auch beim gepachteten Werk in Seehausen (Börde) gab es ab 1943 ein KZ-Außenlager.

### Rudisleben, Arnstadt
Auch in Rudisleben bei Arnstadt betrieb das KZ Buchenwald mehrere Außenkommandos. Hier waren rund 3.000 vorwiegend sowjetische und polnische KZ-Häftlinge und Zwangsarbeiter untergebracht, die bei drei ansässigen Unternehmen eingesetzt wurden, neben den Maschinenfabriken Mako und Scholz auch bei dem unter Polte-Führung stehenden reichseigenen zwei Werken („Polte I“ und „Polte II“) des OKM.
Nachdem amerikanische Truppen am 4. April 1945 den Angriff auf Arnstadt begonnen hatten, zogen nach Augenzeugenberichten am 6. April 1945 KZ-Häftlinge durch die Stadt. Der Durchmarsch (in Viererreihen) dauerte einen ganzen Tag.